# Krajská knihovna Karlovy Vary
Krajská knihovna Karlovy Vary (zkratka: KKKV) je největší veřejnou knihovnou a moderním multifunkčním informačním centrem v Karlovarském kraji. Svými knihovnickými a informačními službami zajišťuje právo občanů na svobodný a neomezený přístup k informacím bez rozdílu. Fond knihovny je univerzální s důrazem na regionální a balneologickou literaturu, u kterých je pro badatelské účely budován a udržován archivní historický fond.
Zřizovatelem knihovny je Karlovarský kraj.

## Historie knihovny[1][2]
Historie knihovnictví na Karlovarsku je úzce spjata s dominantním postavením německého obyvatelstva v regionu. K založení české veřejné knihovny došlo až po roce 1945 v důsledku příchodu českého obyvatelstva do vysídleného pohraničí. Nově vzniklá knihovna však nemohla navázat na žádnou dřívější činnost (ověřený postup při stavění fondu, práce se čtenářem apod.) jako mnohé knihovny ve vnitrozemí, které vznikaly již na přelomu 18.–19. století. Knihovna převzala knihovní fondy původních německých veřejných knihoven, které však byly z větší části během let zlikvidovány. Řešit se musely také existenční otázky, mimo jiné nalezení vhodných prostor či finanční a personální zajištění. Českojazyčný knihovní fond byl z počátku budován převážně z darů českých občanů a ministerstva kultury Československé republiky.

### 20. století
40. léta
- 1947 – první písemné zmínky, městská lidová knihovna zřízena v Chebské ulici (dnes I. P. Pavlova), knihovní fond obsahoval cca 3 000 svazků

50. léta

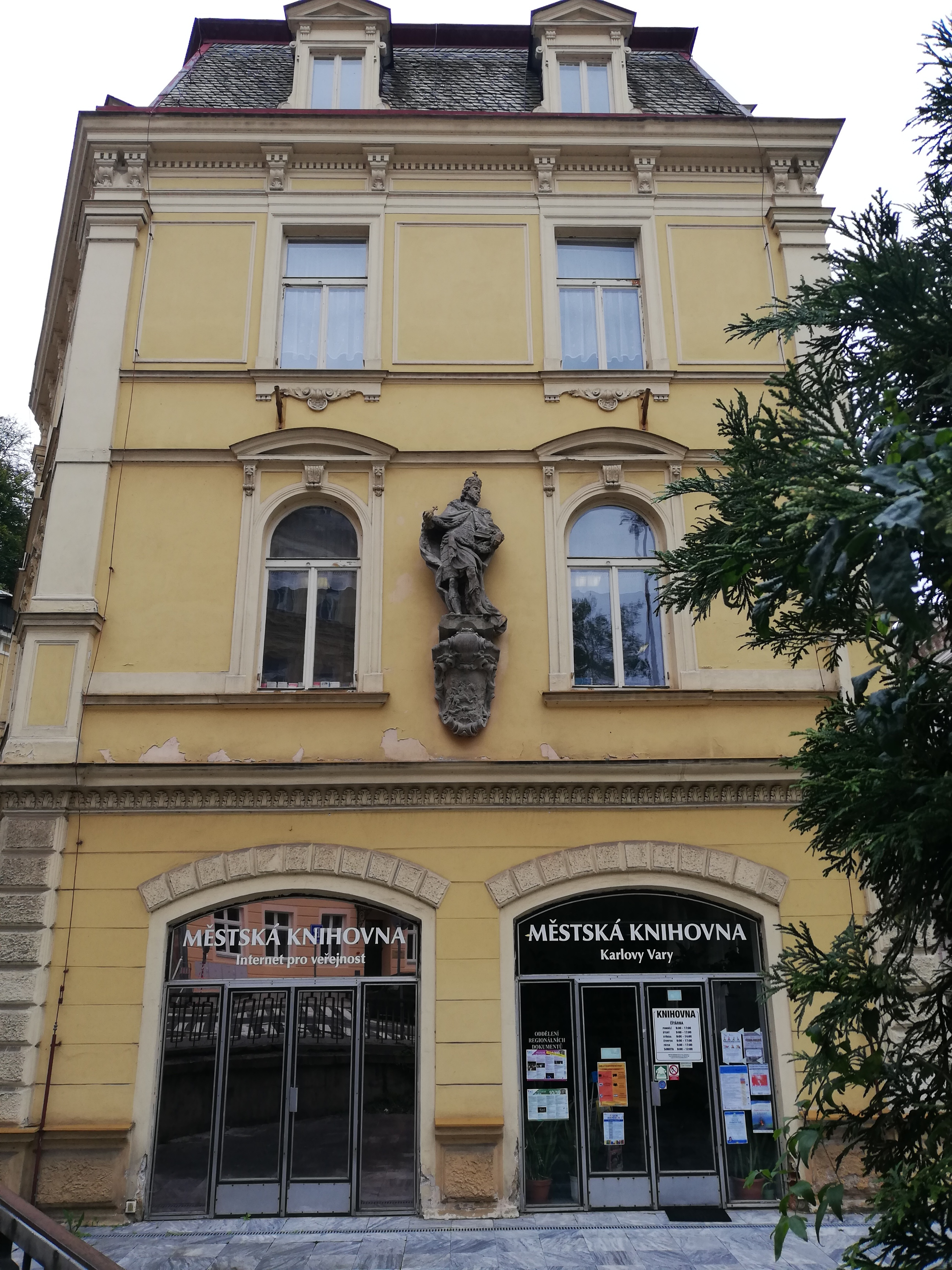
Bývalé sídlo KKKV, dnes Městské knihovny Karlovy Vary.

Během tohoto období došlo ke změně územních celků, s tím souvisela změna názvu a působnosti knihovny nejprve na Okresní lidovou knihovnu, v roce 1953 na Krajskou lidovou knihovnu.
- 1951 – první stěhování do budovy bývalé informační kanceláře na třídě Jednotných odborů (dnes Zahradní ulice)
- 1952 – finální přestěhování knihovny do budovy v ulici Roosweltova 7 (dnes I. P. Pavlova), po její rekonstrukci vznikla v knihovně tato oddělení: katalogizace a zpracování fondů, půjčovna pro dospělé, dětské oddělení, čítárna, studovna a sál pro veřejnost. Dnes se v budově nachází Městská knihovna Karlovy Vary.
- 1953 – 1955 – bibliobusy, pojízdné knihovny, které sloužily k půjčování knih obcím v okresu Toužim, Cheb a částečně okresu Mariánské lázně. Celkem obsluhovaly 87 obcí v kraji, z toho 20 obcí měsíčně.
- 1954 – otevřeny pobočky v městských čtvrtích Rybáře, Dvory, Drahovice a Vyhlídka
- 1955 – zaveden centrální nákup a zpracování knižního fondu pro všechny pobočky na území města, roční přírůstek knihovny činil 15 000 svazků
- 1956 – otevřeny nové pobočky v městských částech Tuhnice, Bohatice, Olšová Vrata, Březová. Také vznikly letní čítárny u Vřídla a ve Dvořákových sadech, otevřeno měly denně po celou dobu lázeňské sezóny a určeny byly především návštěvníkům lázní.[pozn. 2] Čtenáři měli k dispozici knihy, noviny a časopisy v českém a několika světových jazycích.

60. léta
- 1960 – změna statusu městské lidové knihovny s částečnou krajskou působností na okresní lidovou knihovnu. Současně se stala řídícím a metodickým centrem pro všechny lidové knihovny v okresu, v rámci střediskového systému byla poskytována péče (nákup knih, tvorba výměnných souborů knih aj.) celkem 140 knihovnám. V souvislosti s nárůstem knihovního fondu na více než 100 000 svazků bylo vybudováno skladiště pro potřeby půjčovny pro dospělé, současně se začala připravovat komplexní přestavba knihovny.
- 1965 – bylo zahájeno budování střediskových pracovišť, celkem 9 – v Toužimi, Karlových Varech, Ostrově, Staré Roli, Jáchymově, Nejdku, Žluticích, Teplé a Bochově
- 1967 – v Drahovicích (v prostorách dnešní Střední pedagogické školy) bylo otevřeno studijní oddělení sloučením knihovního fondu zrušeného pedagogického institutu
- 1969 – zahájena první etapa přestavby: zrušena čítárna, sál a studovna (fond přesunut do nového studijního oddělení), rozšířeno dětské oddělení

70. léta
V tomto období knihovna zkvalitnila zpracování svého fondu (knihy byly nově baleny do fólií, značeny na hřbetu) a budování katalogu se začalo řídit podle Mezinárodního desetinného třídění (MDT).
- 1970 – druhá etapa přestavby: vybudována čítárna
- 1972 – poslední etapa přestavby: adaptace půjčovny pro dospělé – reorganizace volného výběru
- 1977 – otevřena pobočka Růžový Vrch

80. léta
V této době došlo mimo jiné k transformaci neprofesionalizovaných knihoven v Doubí a Dalovicích na pobočky okresní knihovny, místní knihovna v Hroznětíně se profesionalizovala či zrušenou pobočku v Rybářích nahradila nová na sídlišti Čankov.
90. léta
Nejvíce změn v knihovnách na Karlovarsku s sebou přinesla 90. léta. Některé z malých obecních knihoven byly zrušeny v důsledku privatizace a restituce objektů, v profesionalizovaných knihovnách byl postupně zaveden registrační čtenářský poplatek. Okresní knihovna Karlovy Vary zajišťovala centralizovaný nákup, zpracování a distribuci knihovního fondu pro celý okres (kromě Městské lidové knihovny Ostrov).
- 1990 – otevřeno hudební oddělení
- 1993 – snaha o zavedení automatizace v okresní knihovně – zpracována kartotéka čtenářů, redukované záznamy části knihovního fondu
- 1994 – na pobočce Drahovice otevřena Knihovna pro nevidomé a zrakově postižené
- 1996 – Městská knihovna Ostrov zahájila jako první v karlovarském okrese automatizované půjčování knih v oddělení pro dospělé
- 1997 – došlo ke sloučení knihovny, galerie a muzea v Karlových Varech do jedné organizace Galerie, muzea a knihovny okresu Karlovy Vary, tím zanikla právní subjektivita knihovny jako samostatné organizace
- 1998 – novou organizaci opustila galerie, jejím zřizovatelem se stalo Ministerstvo kultury České republiky, okresní knihovna spustila automatizovaný výpůjční systém v oddělení pro dospělé a v čítárně, z grantu MK ČR získala knihovna přístup k internetu
- 1999 – automatizovaný výpůjční systém v oddělení pro děti a mládež, internet přístupný pro veřejnost v hlavní budově knihovny

### 21. století
Vstup do nového tisíciletí byl pro knihovnu ve znamení rekonstrukcí, postupného zavádění automatizace a rozšiřování internetu do svých poboček a přidružených profesionalizovaných knihoven.
2001
- vznikla Okresní knihovna Karlovy Vary po rozdělení organizace Muzea a knihovny okresu Karlovy Vary
- knihovna se zapojila do systému sdílené katalogizace koordinované Národní knihovnou ČR
- na půdě knihovny proběhl celostátní seminář Knihovny a grantové možnosti za účasti zástupců knihoven z Velké Británie a Slovinska

2002
- 1. května se Okresní knihovna stala Krajskou knihovnou Karlovy Vary, příspěvkovou organizací Karlovarského kraje, a dle knihovního zákona č.257/2001 Sb.[5] začala plnit své regionální funkce v plném rozsahu. Ředitelkou zůstala PhDr. Eva Žáková.[6]
- KKKV obdržela mezinárodní certifikát od Open Society Institute Sorosovy nadace[7]
- od Okresní lékařské knihovny Nemocnice Karlovy Vary byl převzat fond balneologické literatury
- webová stránka knihovny zprovozněna pro nevidomé čtenáře – Blind Friendly Web
- v rámci projektu Spolupráce a rozvoj služeb veřejných knihoven v Euroregionu Egrensis byl uspořádán česko-německý seminář Knihovny bez hranic
- ustavena regionální organizace SKIPu

2003
- vydána dvojjazyčná publikace Knihovny bez hranic: Euroregion Egrensis popisující devětadvacet německých a jednatřicet českých knihoven
- navázána spolupráce s British Council, která pomáhá budovat oddělení anglických dokumentů vybraným knihovnám
- zahájen monitoring tisku dle požadavků klientů
- zisk akreditace European Computer Driving License (ECDL) k poskytování kurzů počítačové gramotnosti[8]
- KKKV se stala příjemcem povinného periodického výtisku[9]

2004
- přechod na nový automatizovaný knihovní systém Aleph500
- zavedena služba Ptejte se knihovny
- vypracován projekt Krajská knihovna Karlovy Vary – multifunkční informační centrum regionu na rekonstrukci objektu v bývalém vojenském areálu Dvory[10]

2005
- 30. listopadu proběhlo slavnostní otevření nové hlavní budovy Krajské knihovny ve Dvorech.[11]
- V nové budově také zahájilo provoz Informační středisko.
- Na základě dohody s představiteli Magistrátu města Karlovy Vary mělo dojít k uzavření nejméně frekventovaných poboček, přičemž se mělo město koncepčně a finančně podílet na rozvoji těch zbylých. V průběhu roku se představitelé města rozhodli, že zřídí Městskou knihovnu a budou samostatně provozovat i její pobočky.[12][13] Krajské knihovně zůstala pouze pobočka v Drahovicích.
- Uveden do provozu samoobslužný 3M SelfCheck – zařízení, které umožňuje čtenáři samostatně vypůjčit požadovaný dokument.

2006
- Informační středisko se stalo plně akreditovaným centrem
- KKKV navštívil prezident Václav Klaus s manželkou, přičemž do fondu knihovny věnoval soubor naučné literatury – knihy o historii, společensko-vědních oborech a ekonomii
- v rámci soutěže Knihovna roku získala KKKV ocenění Významný počin v oblasti poskytování veřejných knihovnických a informačních služeb[14]

2007

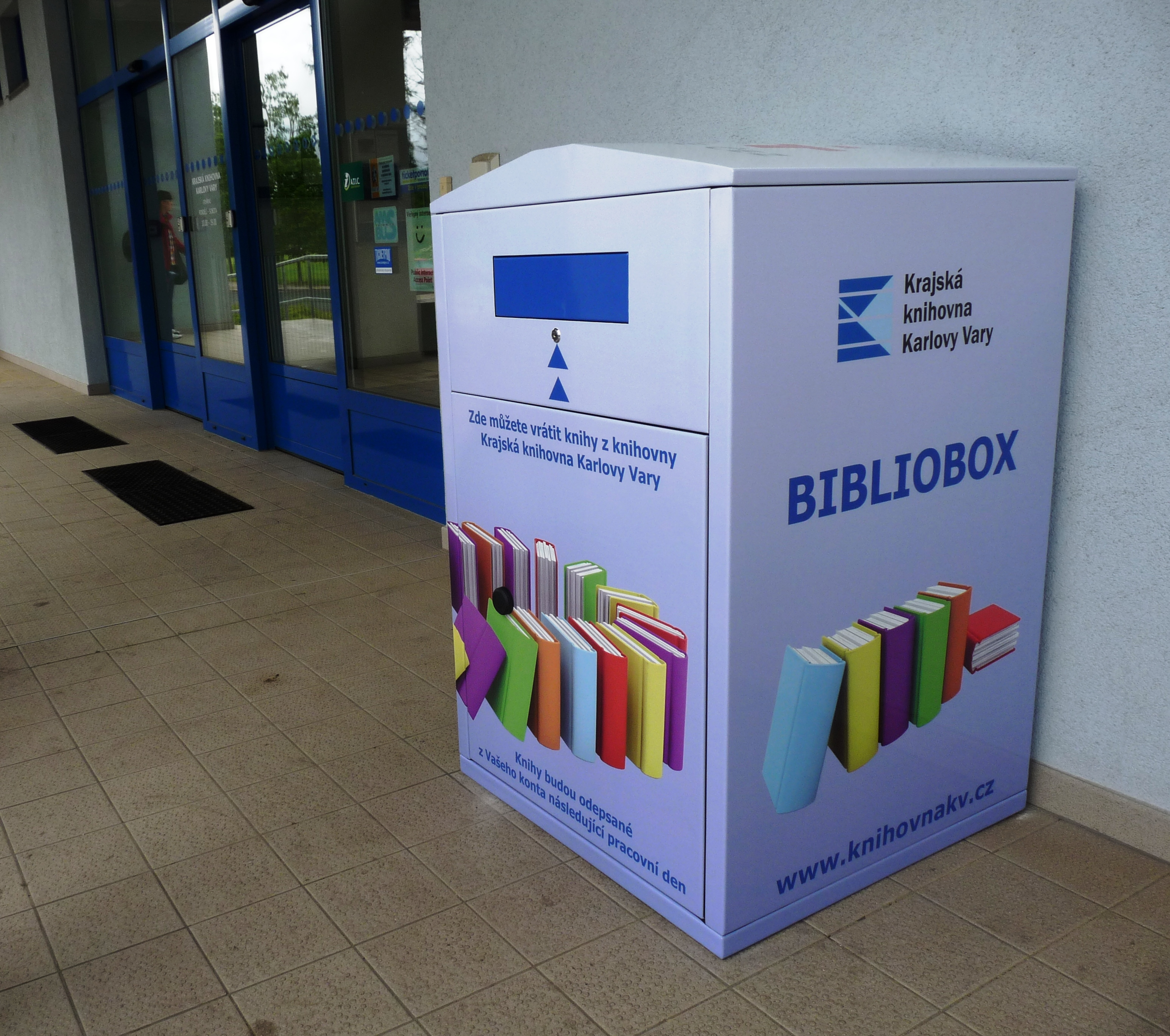
Bibliobox umístěný před hlavním vchodem do knihovny ve Dvorech.

- 1. ročník literární soutěže pro začínající spisovatele
- ve spolupráci s Mensou ČR vybudován Herní klub
- oddělení pro nevidomé zahájilo donáškovou a zasilatelskou službu pro své čtenáře
- umístěny dva biblioboxy Herbie pro pohodlné vracení knih mimo hlavní budovu knihovny[15]

2008
- 1. ročník Festivalu her[16]

2009
- zisk prestižního mezinárodního ocenění v soutěži Jodi Awards 2009 v kategorii Digitální přístup on-line (cenu uděluje britská organizace Jodi Matter Trust za zpřístupňování kultury handicapovaným)[17][18]
- zahájeno mimoškolní zájmové vzdělávání pro dospělé – Univerzita volného času

2010
- MOSTY 2010 – KKKV zvítězila v kategorii Instituce veřejné správy, cenu vyhlašuje Národní rada osob se zdravotním postižením ČR[19][20]

2012
- novým ředitelem byl jmenován PaedDr. Vratislav Emler[21]

2013
- spuštění digitální knihovny Kramerius – fond balneologické, lázeňské a regionální literatury KKKV, přístup ke všem zdigitalizovaným dokumentům je možný pouze na 2 uživatelských počítačích v prostorách knihovny, vzdálený přístup je dostupný jen u dokumentů nepodléhajících autorskému zákonu

2016
- ve spolupráci s Provozně ekonomickou fakultou České zemědělské univerzity v Praze byla zahájena Virtuální univerzita třetího věku[22]

2017
- začátek projektu dobrovolnictví v knihovně
- KKKV se zapojila do portálu Knihovny.cz

2018
- zlepšení služeb pro čtenáře – do provozu uvedeno nové samoobslužné zařízení SelfCheck 1000 hybrid,[23] zprovoznění platební brány k on-line uhrazení poplatků z domova přes čtenářské konto[24]

2019
- 2. prosince byla podle projektu architekta Miroslava Míky slavnostně zahájena stavba depozitáře

2020

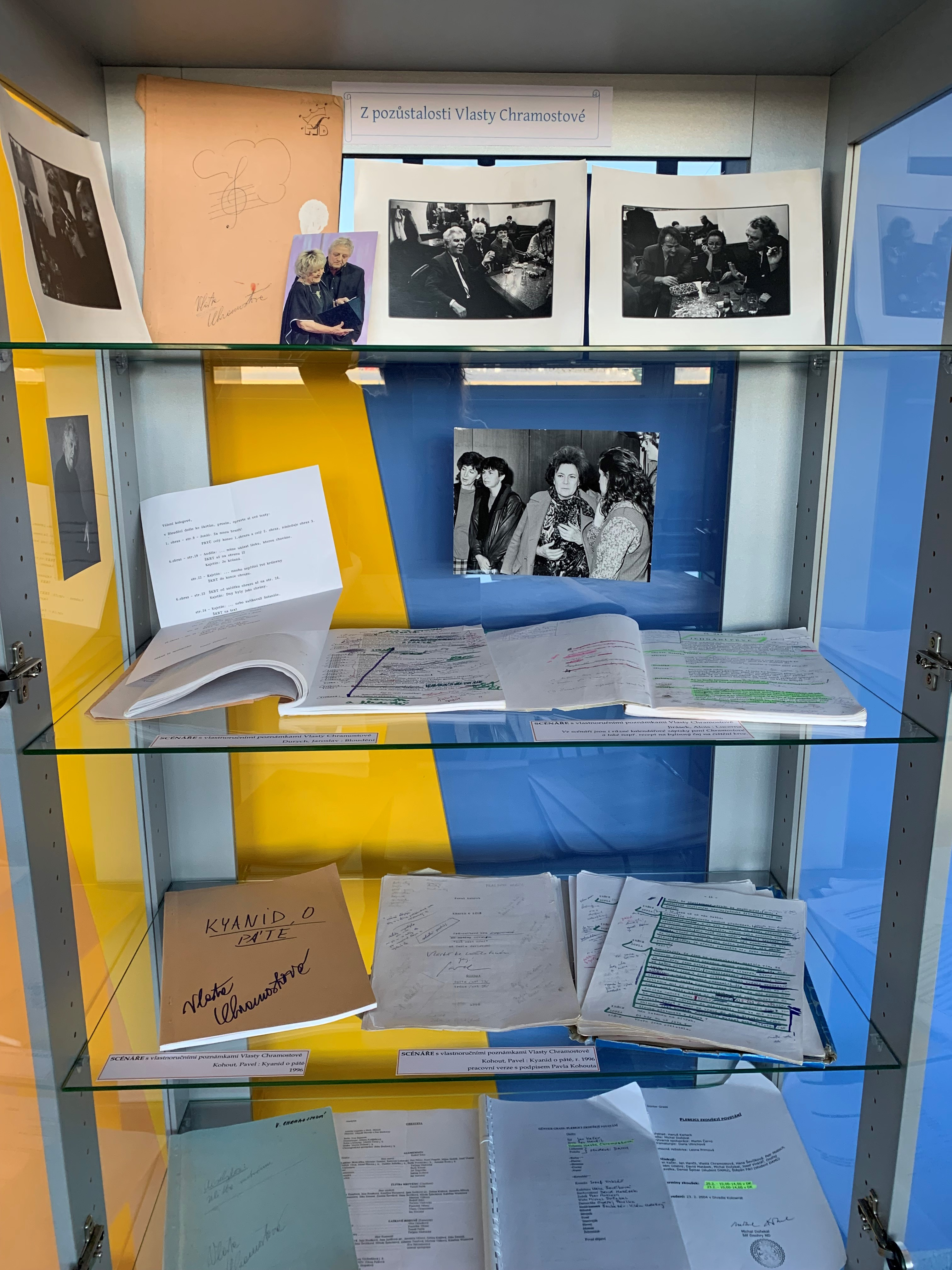
Výstava části dokumentů z pozůstalosti Vlasty Chramostové.

- v souvislosti s vládními opatřeními kvůli onemocnění covid-19 došlo k omezení provozu a rušení akcí pro veřejnost – knihovna byla během roku několikrát zcela uzavřena,[25][26] případně byla otevřena v režimu „výdejního okénka“, kdy si čtenáři mohli vyzvednout pouze předem zarezervované dokumenty[27]
- v květnu vydán první díl knihovnického podcastu Knížkování
- v rámci příprav na přechod na nový knihovní systém byla za pomoci dobrovolníků opatřena většina knihovního fondu čipy RFID
- zisk kompletní literární pozůstalosti Vlasty Chramostové – mimo běžnou literaturu pozůstalost obsahuje cenné samizdatové výtisky, knihy s věnováním, ale také audio a videokazety, novinové výstřižky či osobní korespondenci; tyto dokumenty budou čtenářům zpřístupněny pouze pro prezenční studium v nové budově depozitního skladu[28][29]
- rozšířen fond cizojazyčné literatury díky projektu „Cizojazyčná literatura“ Moravské zemské knihovny v Brně; cizojazyčný fond KKKV tak nyní čítá bezmála 8 tisíc svazků[30]

2021
- spuštění nového automatizovaného knihovního systému Tritius a zahájení půjčování E-knih
- v první polovině roku byla knihovna opět uzavřena v souvislosti s omezením šíření onemocnění covid-19[31][32]
- díky Nadaci ČEZ a aplikaci „EPP Pomáhej pohybem“ byl na pobočce Lidická instalován nový bibliobox[33]
- 2. září byl slavnostně otevřen nový depozitní sklad
- 3. září proběhly v rámci dne otevřených dveří krajského areálu „Kraj dokořán“ komentované prohlídky depozitáře pro veřejnost

2024
- zavedení digitálního čtenářského průkazu[34]

## Knihovna ve Dvorech

### Nová budova[35][36]
S transformací okresní knihovny na krajskou vznikla potřeba většího prostoru mimo jiné pro umístění narůstajícího fondu a pro rozšíření jednotlivých oddělení pro čtenáře, jelikož některé z nich se nacházely pouze na pobočkách mimo hlavní budovu knihovny. Stávající budova v ulici I. P. Pavlova byla se svými 600 m2 pro jakoukoliv modernizaci prostor nedostatečná. Po zvážení veškerých možností bylo v roce 2002 rozhodnuto pro rekonstrukci jednoho ze stávajících objektů v bývalém vojenském areálu na západním okraji města ve čtvrti Dvory. Pro účely knihovny byla vybrána vojenská jídelna, přičemž se jednalo o dva vzájemně související trakty, čímž by knihovna získala dostatečně velké prostory jak pro umístění knihovního fondu tak pro zázemí zaměstnanců. Od původního záměru se však ustoupilo a pouze větší část byla určena knihovně, menší využil Krajský úřad pro vybudování kanceláří. Odhadované finanční náklady rekonstrukce se pohybovaly přes 80 milionů korun. Ze státního rozpočtu se potřebné finance Krajské knihovně nepodařilo získat, ale objevila se možnost jejich čerpání z fondů Evropské unie.
Projekt nazvaný Krajská knihovna – multifunkční informační centrum regionu předložil dne 29.7.2004 Karlovarský kraj společně s 5 partnery (Krajská knihovna, TyfloCentrum Karlovy Vary – obecně prospěšná společnost se zaměřením na práci se zrakově handicapovanými občany, Úřad práce Karlovy Vary, Městská knihovna Cheb a Městská knihovna Sokolov) v rámci 1. výzvy Společného regionálního operačního programu (SROP), priorita 3 Rozvoj lidských zdrojů v regionech, opatření 3.1 Infrastruktura pro rozvoj lidských zdrojů v regionech. Karlovarskému kraji se tím podařilo získat 80% nákladů od EU, na dalších 8% se podílel stát a zbylých 12% pokryl Karlovarský kraj ze svých zdrojů. V návaznosti na realizaci rekonstrukce budovy vznikla celá řada dalších projektů zaměřených na zkvalitnění jednotlivých služeb. KKKV obdržela finanční prostředky nejen z fondů EU (Informační a komunikační technologie pro veřejnost Karlovarského kraje, Nové multifunkční centrum vzdělávání a informací regionu – nákup knihovního fondu Krajské knihovny Karlovy Vary), ale také z programů vyhlašovaných Ministerstvem kultury ČR, z darů nadací či soukromých společností či také formou darů od jednotlivých čtenářů v rámci sbírkové akce Kniha pro Vaši novou knihovnu.
Na zhotovení stavby bylo podáno 9 návrhů, přičemž vítězem výběrového řízení se stalo konsorcium čtyř společností: TIMA s.r.o. K. Vary, Metrostav a.s. Praha, BAU-STAV s.r.o. K. Vary a bss Báňská stavební společnost s.r.o. Sokolov. Po celou dobu rekonstrukce probíhaly pravidelné kontrolní dny se zástupci všech zainteresovaných stran.
Harmonogram stavby:
- 24. 1. 2005 – podepsána smlouva o dílo
- 27. 1. 2005 – zahájena rekonstrukce
- 31. 8. 2005 – stavba dokončena
- 7. 10. 2005 – kolaudace stavby
- 1. 11. 2005 – kolaudační rozhodnutí nabylo právní moci
- 30. 11. 2005 – slavnostní otevření knihovny

Průběh rekonstrukce
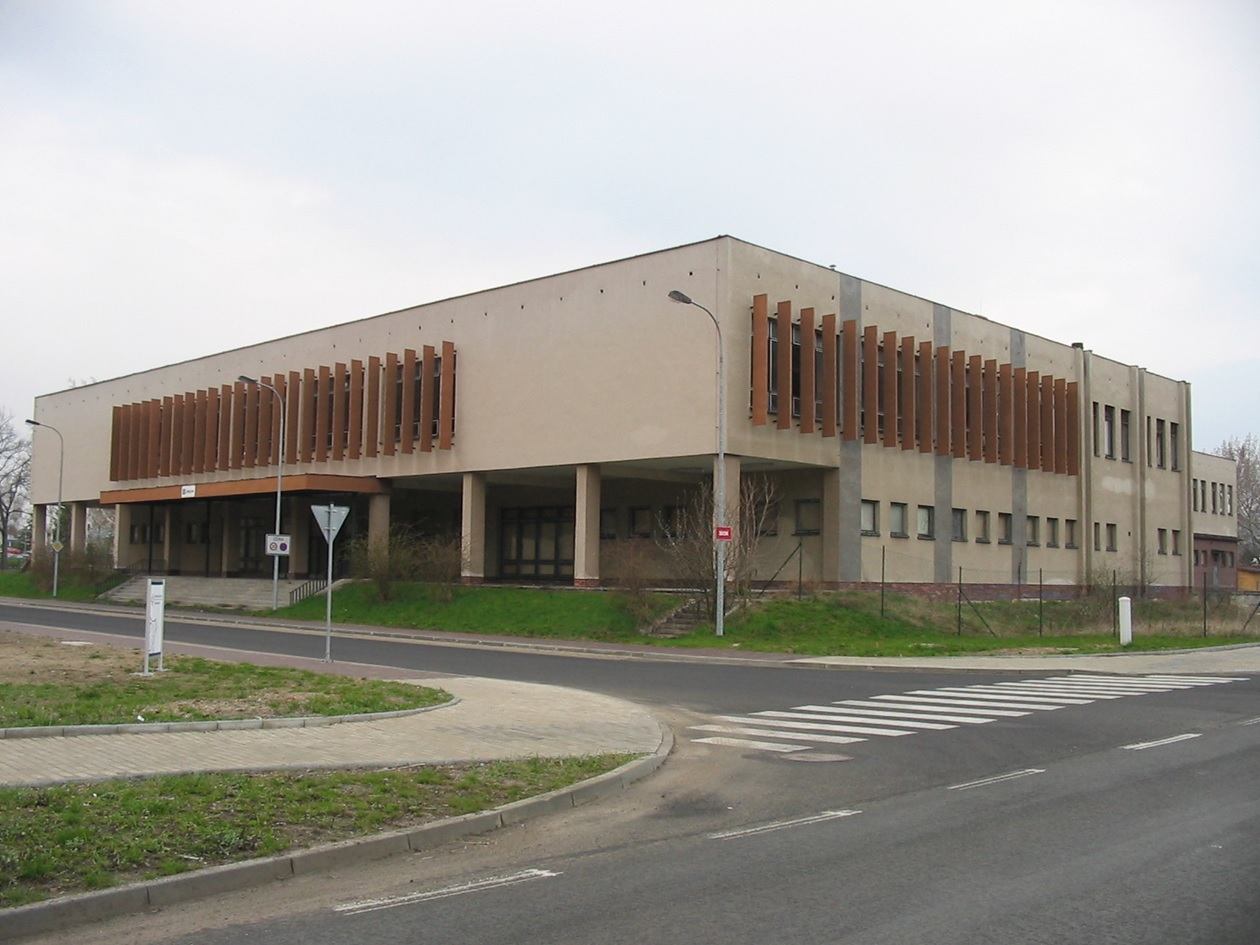
Objekt bývalé vojenské jídelny.
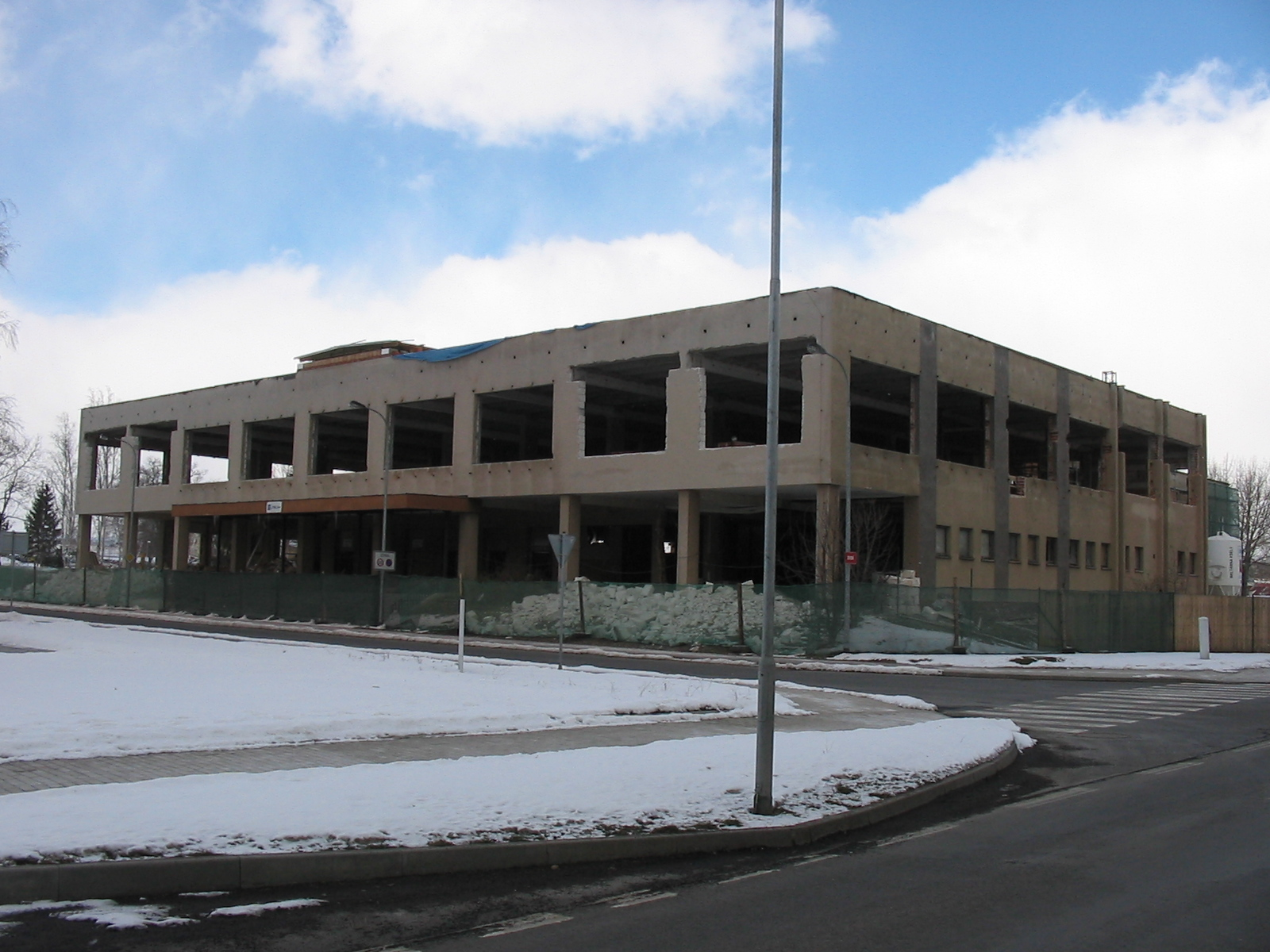
Budova bývalé jídelny po zahájení rekonstrukce.
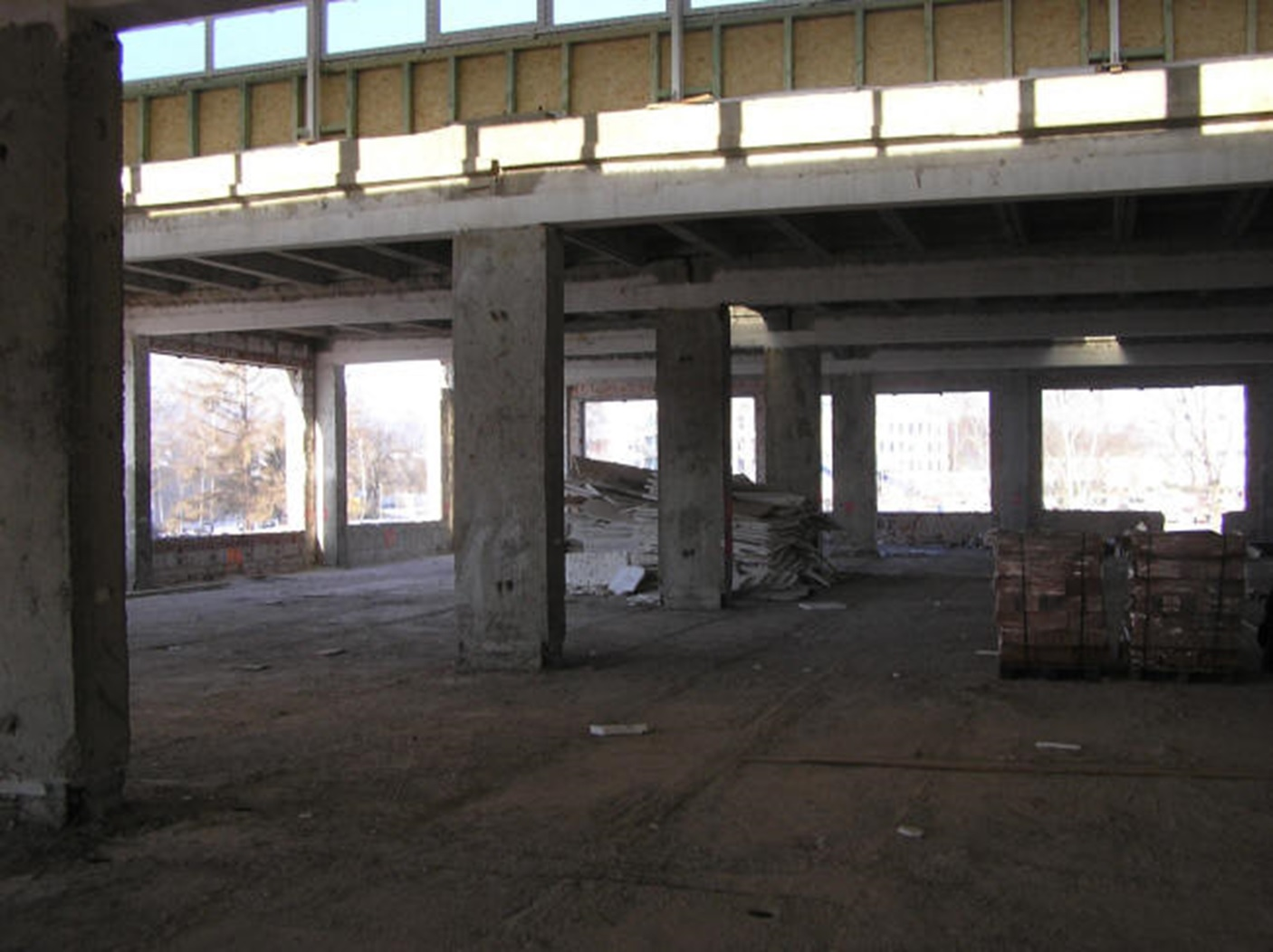
Průběh stavebních prací v interiéru budovy.
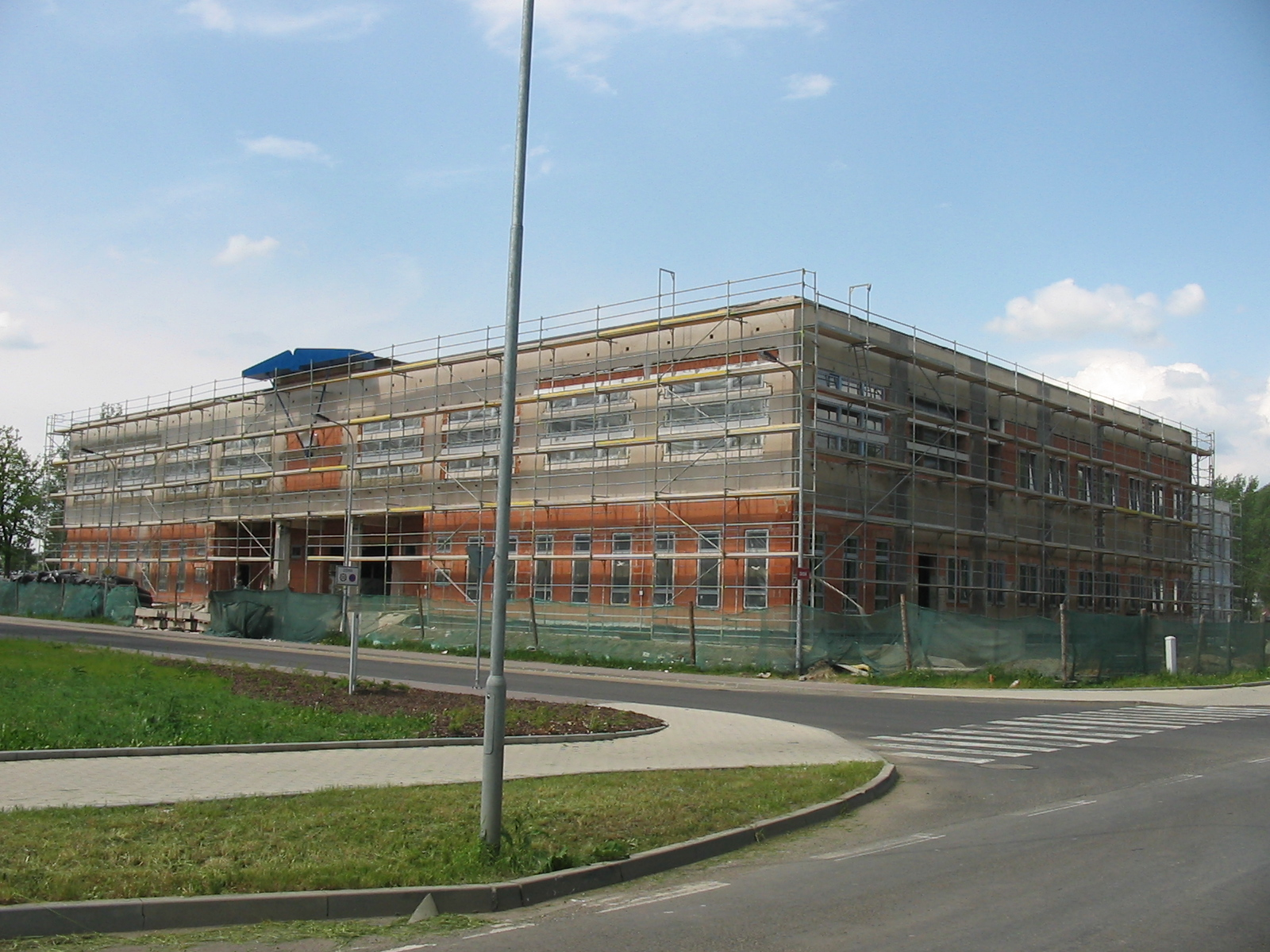
Budova bývalé vojenské jídelny během přestavby.
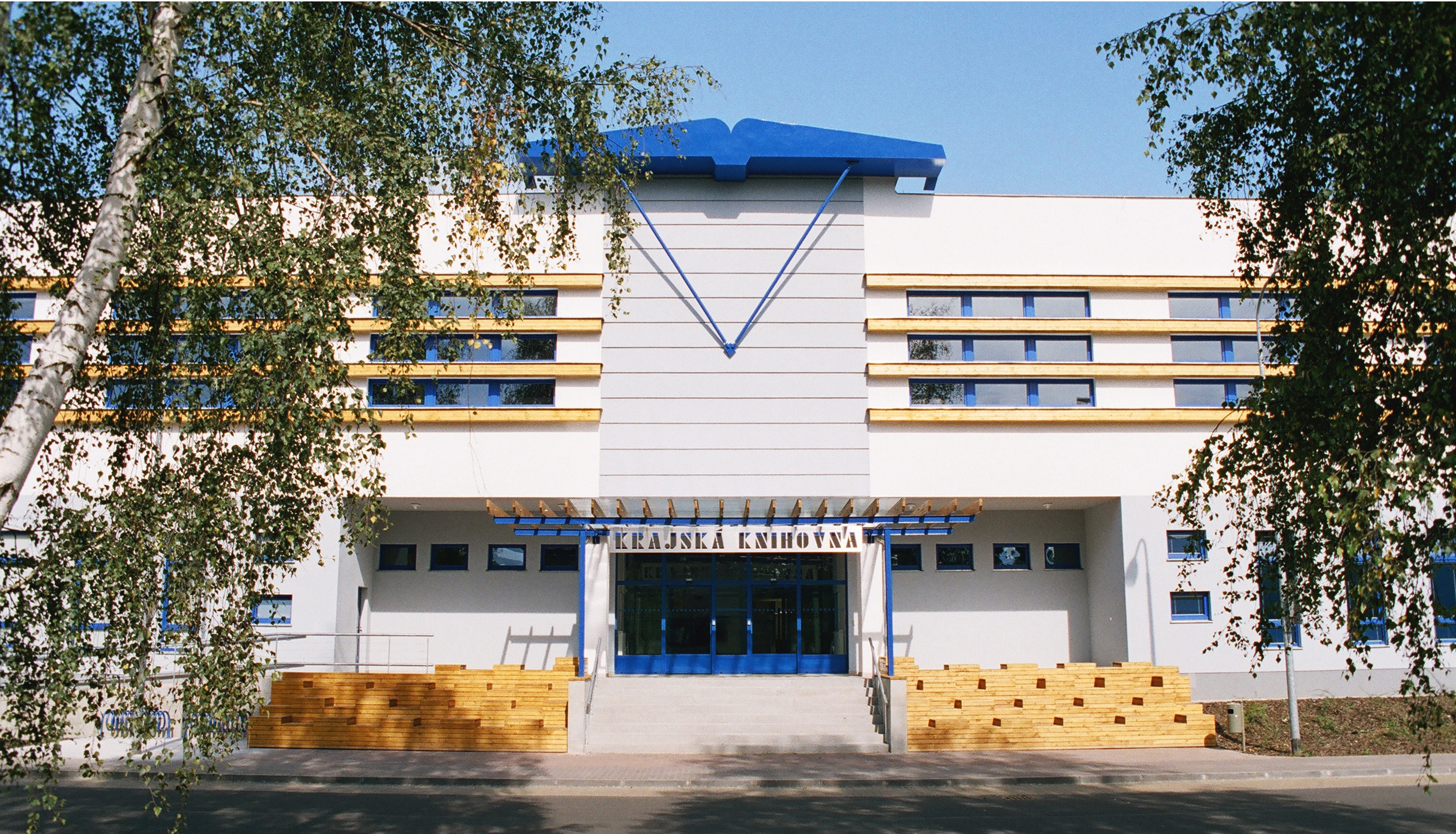
Pohled na budovu Krajské knihovny po skončení rekonstrukce.

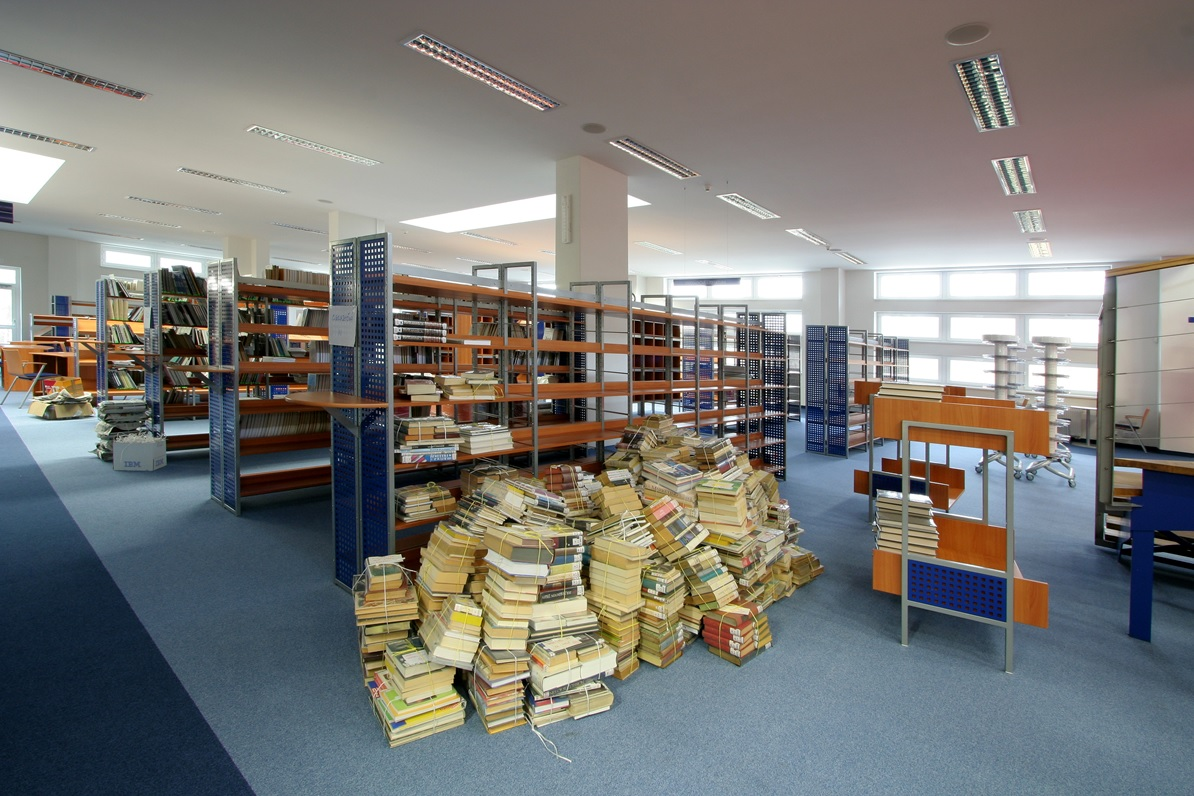
Stěhování a následné stavění knihovního fondu v nové budově knihovny.

V polovině roku 2005 začala příprava na přesunutí knihovního fondu do nové budovy, samotné stěhování proběhlo ve dnech 24. – 27. října. Do Dvorů bylo přestěhováno celé studijní oddělení z Lidické ulice, kompletní depozitář z Čankovské, celé oddělení pro nevidomé z Drahovic a z bývalé budovy na I. P. Pavlova bylo přesunuto celé hudební oddělení, čítárna, oddělení regionální literatury, část fondu z půjčovny pro dospělé a fond z oddělení pro děti. Celkem bylo přemístěno přes 100 000 knihovních jednotek a takřka 2 000 titulů periodik.
Vybudování knihovny pouze v jediném traktu nové budovy však v dalších letech vedlo k nedostatku skladovacích prostor. Byl tedy vypracován investiční projekt na stavební úpravu přilehlých prostor z vedlejšího traktu budovy a následnou montáž pojízdných knihovnických regálů, realizace přestavby probíhala od 1. 10. 2012 do 28. 2. 2013. Nový sklad o velikosti 200 m2, byl slavnostně otevřen 12. 3. 2013 a podle odhadů by měl uskladnit 50 000 knih na příštích pět let. Nový plně klimatizovaný sklad posloužil především k uložení vzácných historických tisků balneologické a regionální literatury.

### Depozitář[42]
S nedostatečnou kapacitou skladovacích prostor se, vzhledem k potřebě uchovávat archivní a konzervační fond a současně nabízet čtenářům nové a aktuální publikace, potýkala KKKV od počátku své existence. Rozšíření skladu v roce 2013 nebylo ale dlouhodobým řešením problému. K posunu došlo v roce 2017, kdy Rada Karlovarského kraje odsouhlasila vyhlášení veřejné zakázky na zpracování projektové dokumentace a inženýrské činnosti pro vybudování nového depozitního skladu, který by měl vystačit na dalších 20 let provozu. V novém objektu vzniknou nejenom sklady knihovních fondů, ale také technické zázemí pro zaměstnance či badatelna pro veřejnost. Autorem finálního projektu se stal architekt Miroslav Míka.
Knihovně se s projektem Ochrana, zefektivnění správy, zpřístupnění a využívání knihovních fondů Krajské knihovny Karlovy Vary na postavení depozitáře podařilo získat finanční podporu z fondů EU prostřednictvím 25. výzvy Integrovaného regionálního operačního programu (IROP). Ve výběrovém řízení na zhotovení stavby uspěla firma Metrostav a náklady na stavbu pokryje EU z 85%, stát z 5% a Karlovarský kraj z 10%, přičemž výdaje nad rámec dotace budou hrazeny rovněž Karlovarským krajem.
Harmonogram stavby:
- 2. 12. 2019 – slavnostní zahájení stavby
- leden 2020 – zahájeny stavební práce
- březen 2021 – stavba dokončena
- 28. 5. 2021 – vydán kolaudační souhlas
- 3. 9. 2021 – slavnostní otevření depozitáře

Specifika budovy:
Depozitář je postaven v těsné blízkosti budovy C krajského úřadu na místě původního parkoviště, s budovou knihovny je propojen venkovním koridorem umístěným mezi okny prvního a druhého nadzemního patra budovy C, přičemž nosná ocelová konstrukce koridoru odkazuje na hřbety knih. Nová budova se skládá ze tří nadzemních podlaží a slouží především k bezpečnému uskladnění knihovních fondů, periodik, archivní balneologické a regionální literatury a jejich následnému zpřístupnění čtenářům k odbornému studiu. Veřejnosti je přístupná pouze badatelna s vlastním vchodem v prvním podlaží, která může sloužit také jako přednáškový sál. V budově jsou dále umístěny administrativní prostory, serverovna, technické zázemí a restaurátorské dílny. Vstup do budovy, potažmo badatelny, je bezbariérový. V depozitáři je instalováno 22 kilometrů regálů a kapacita skladu by měla vydžet příštích 20 let. V okolí budovy vznikla nová parkovací místa a byla vysazena nová zeleň.

Průběh stavby
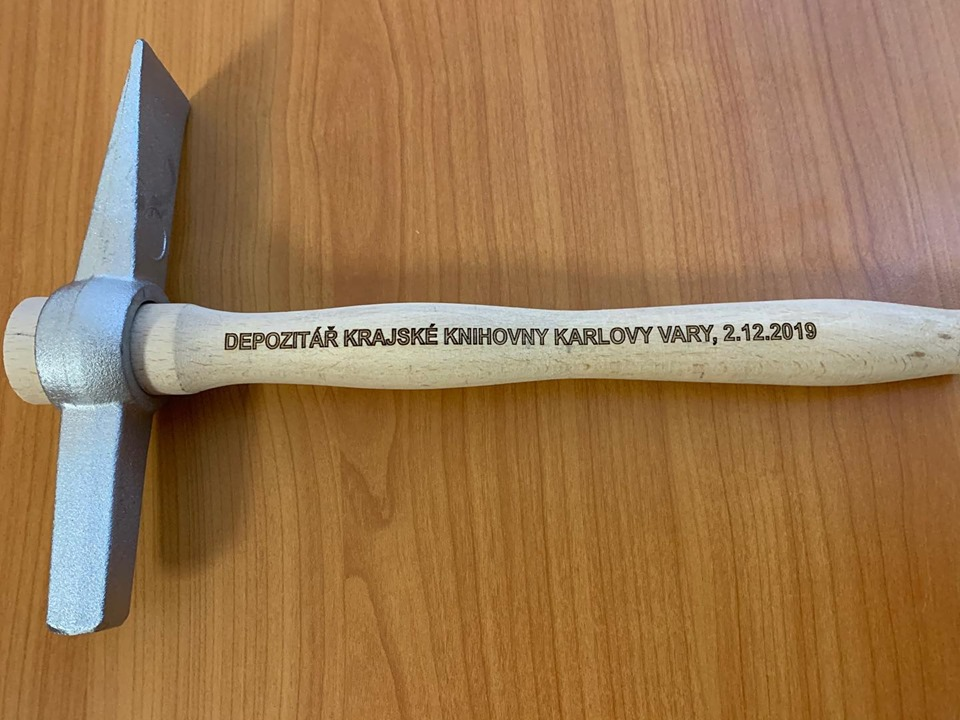
Zahájena stavba nového depozitáře.
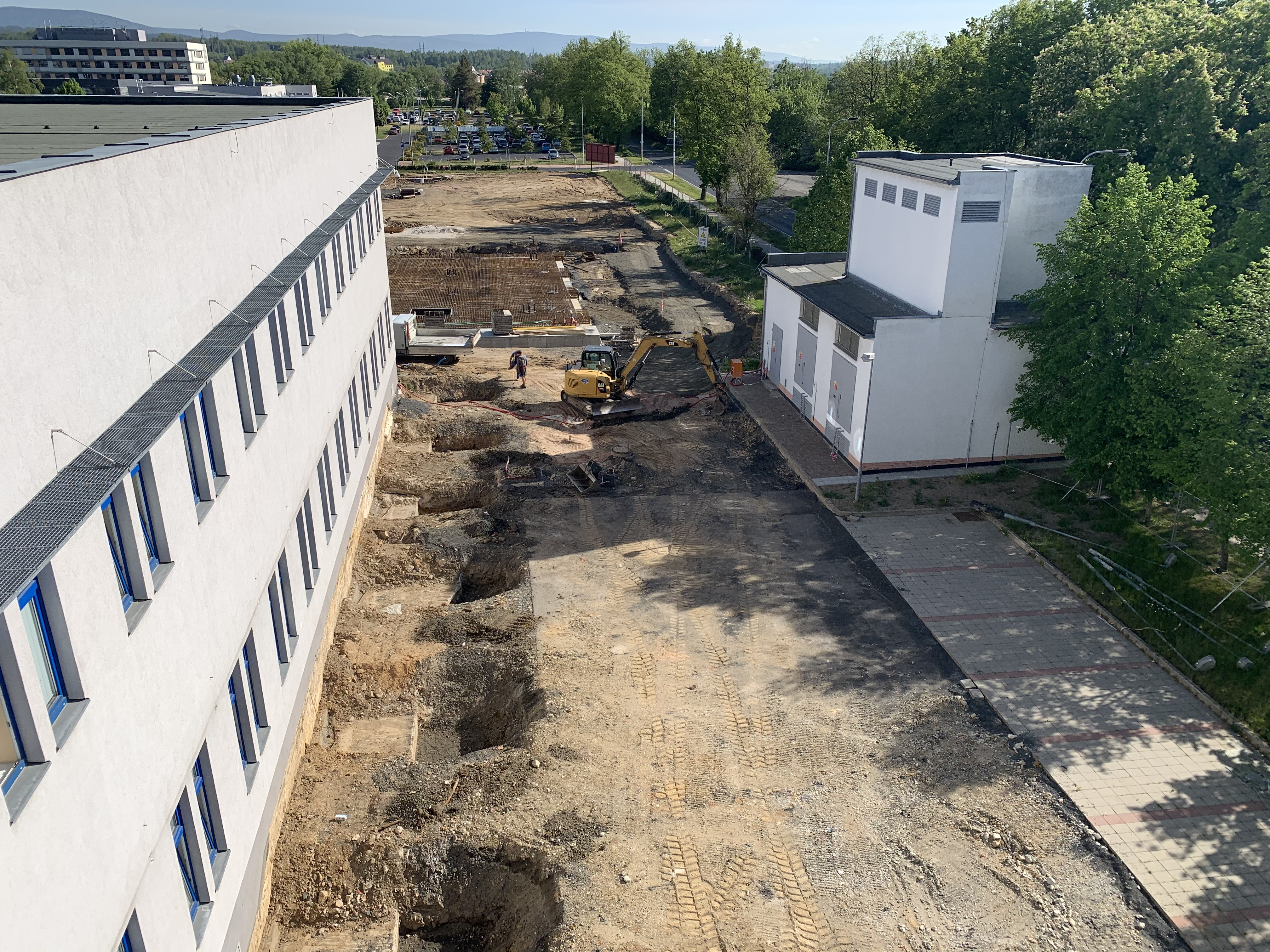
Začátek stavebních úprav. Pohled z knihovny.
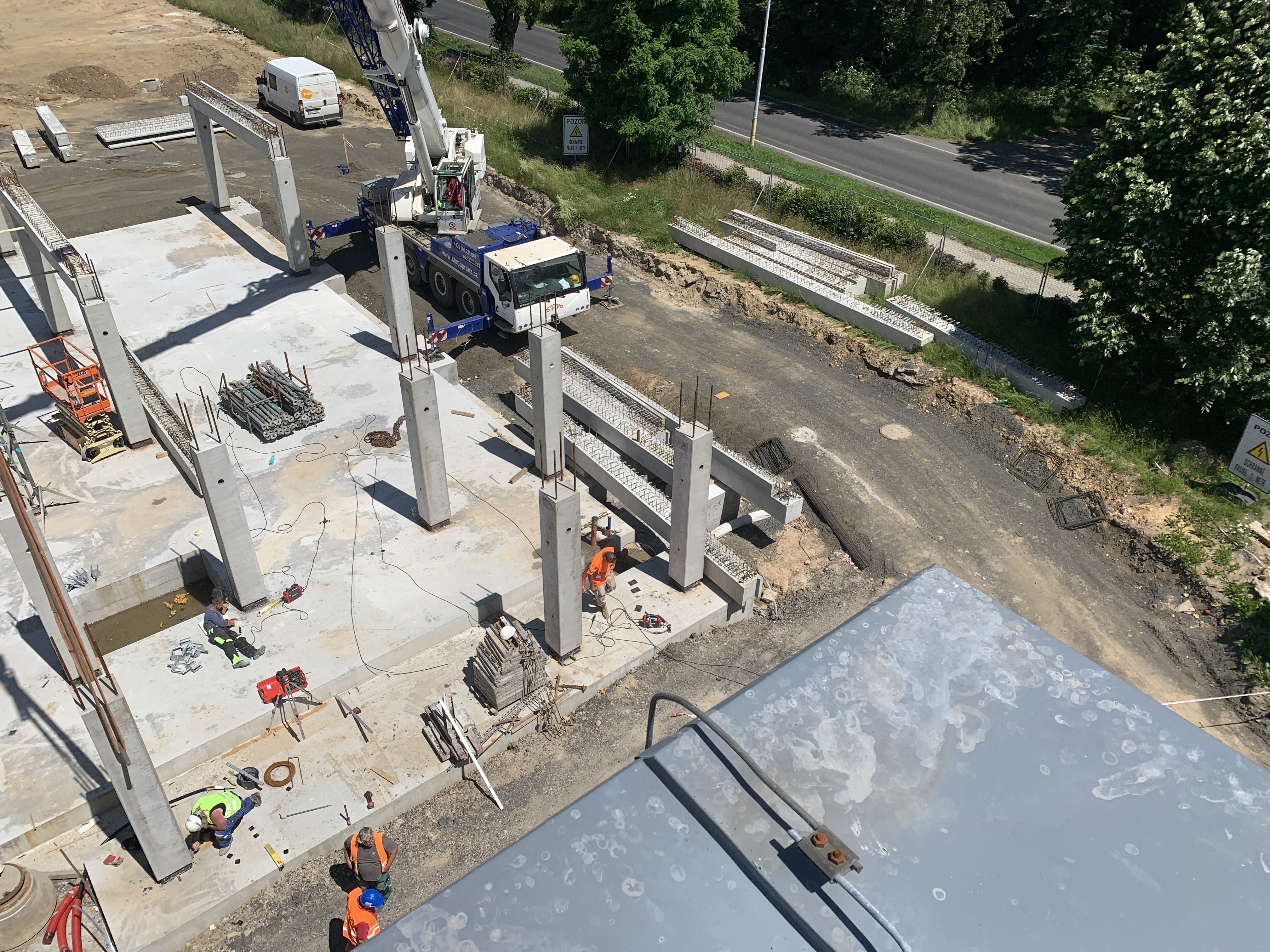
Stavební práce. Pohled z budovy C krajského úřadu.
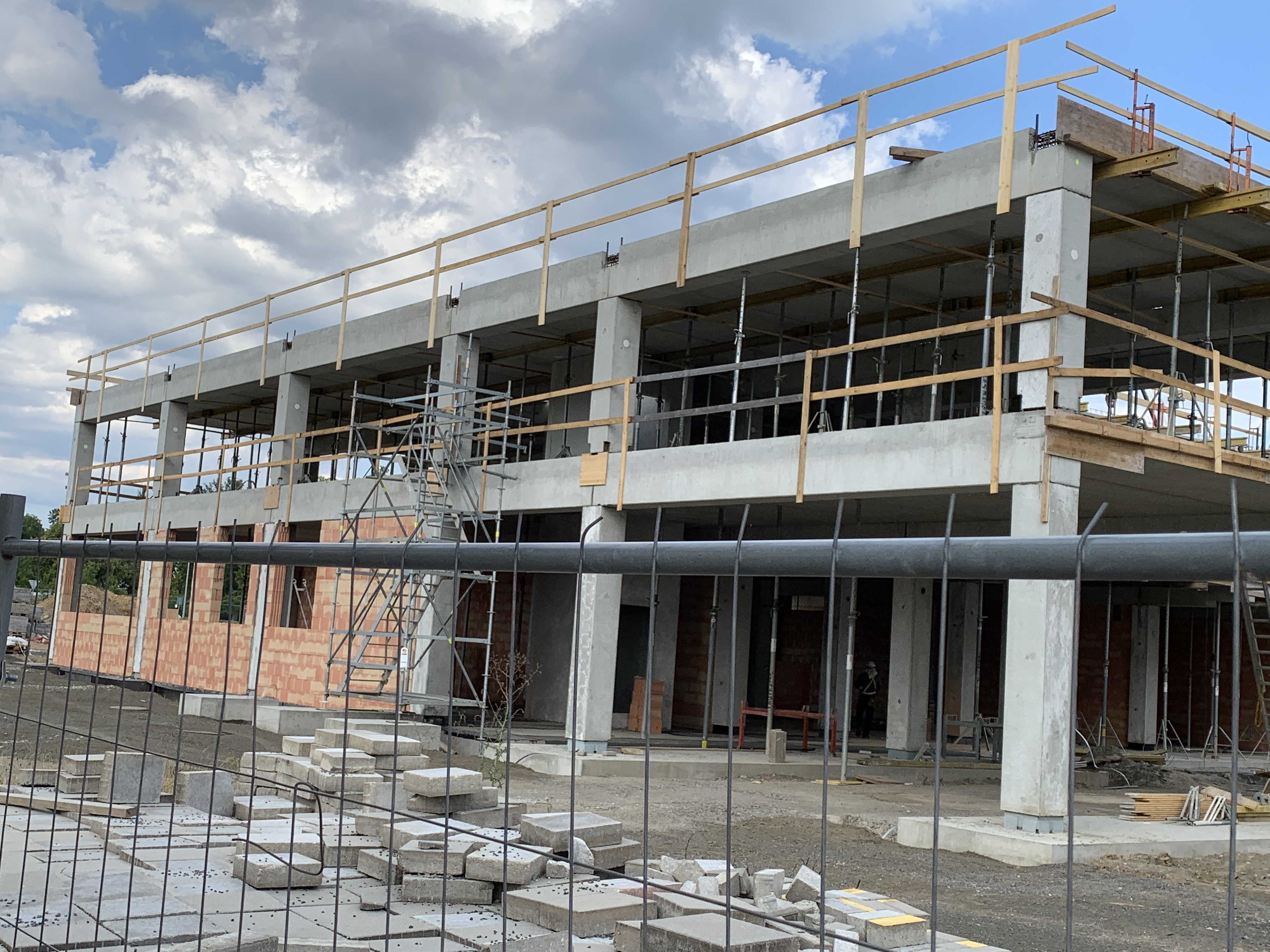
Pohled na stavbu třetího patra.
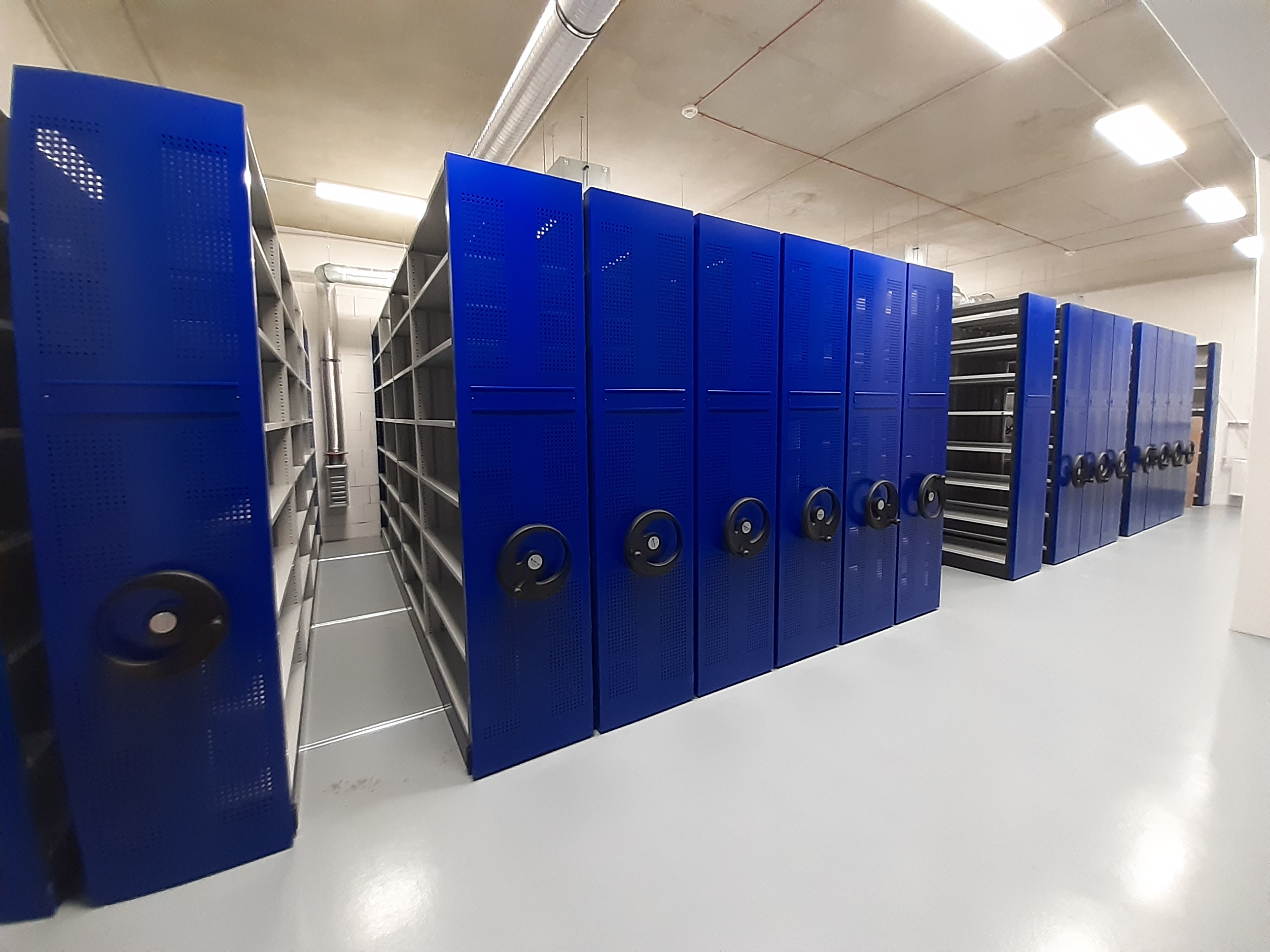
Instalace regálů v depozitáři.
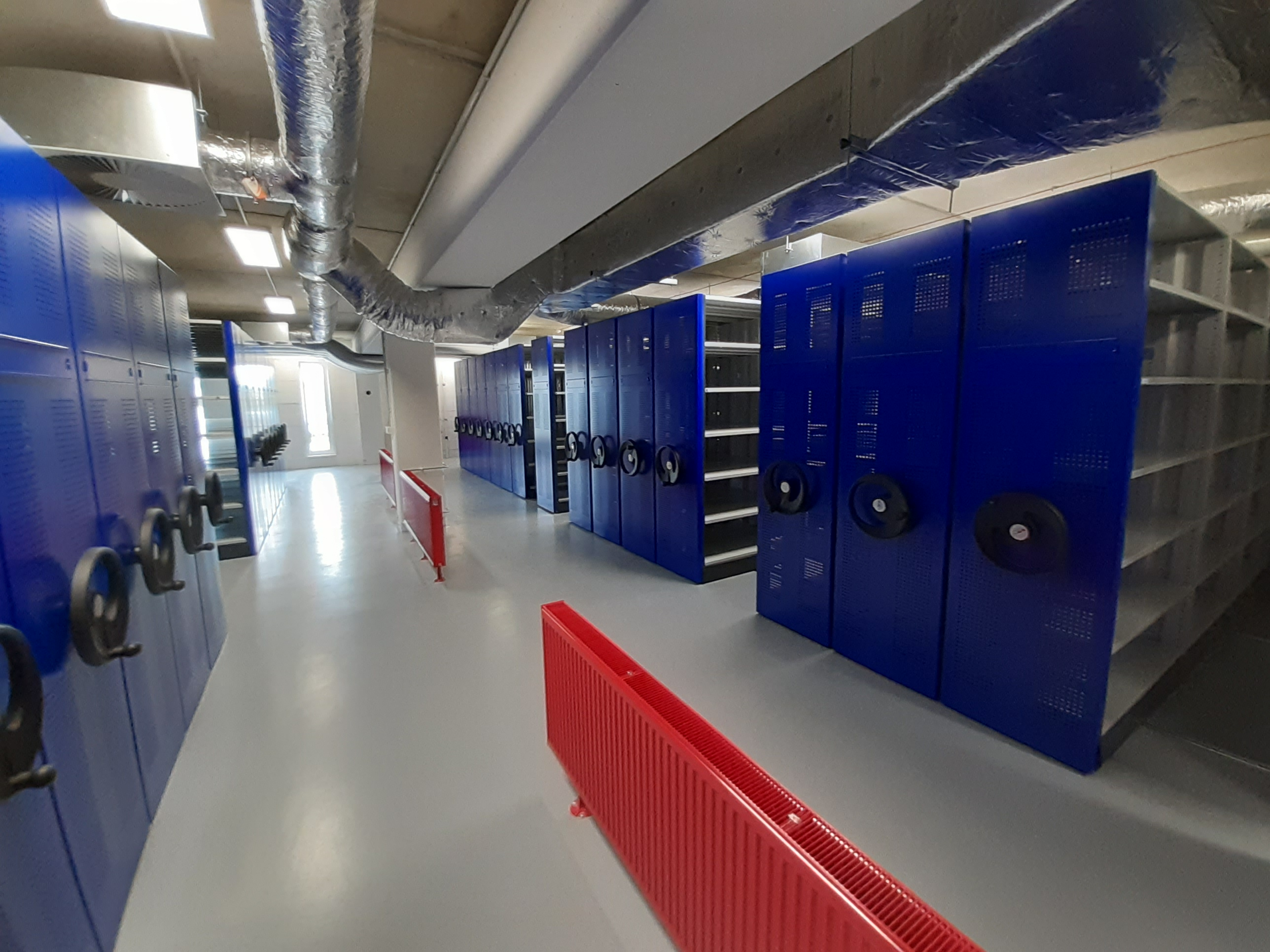
Pohled na prostory jednoho z velkých skladů v depozitáři.
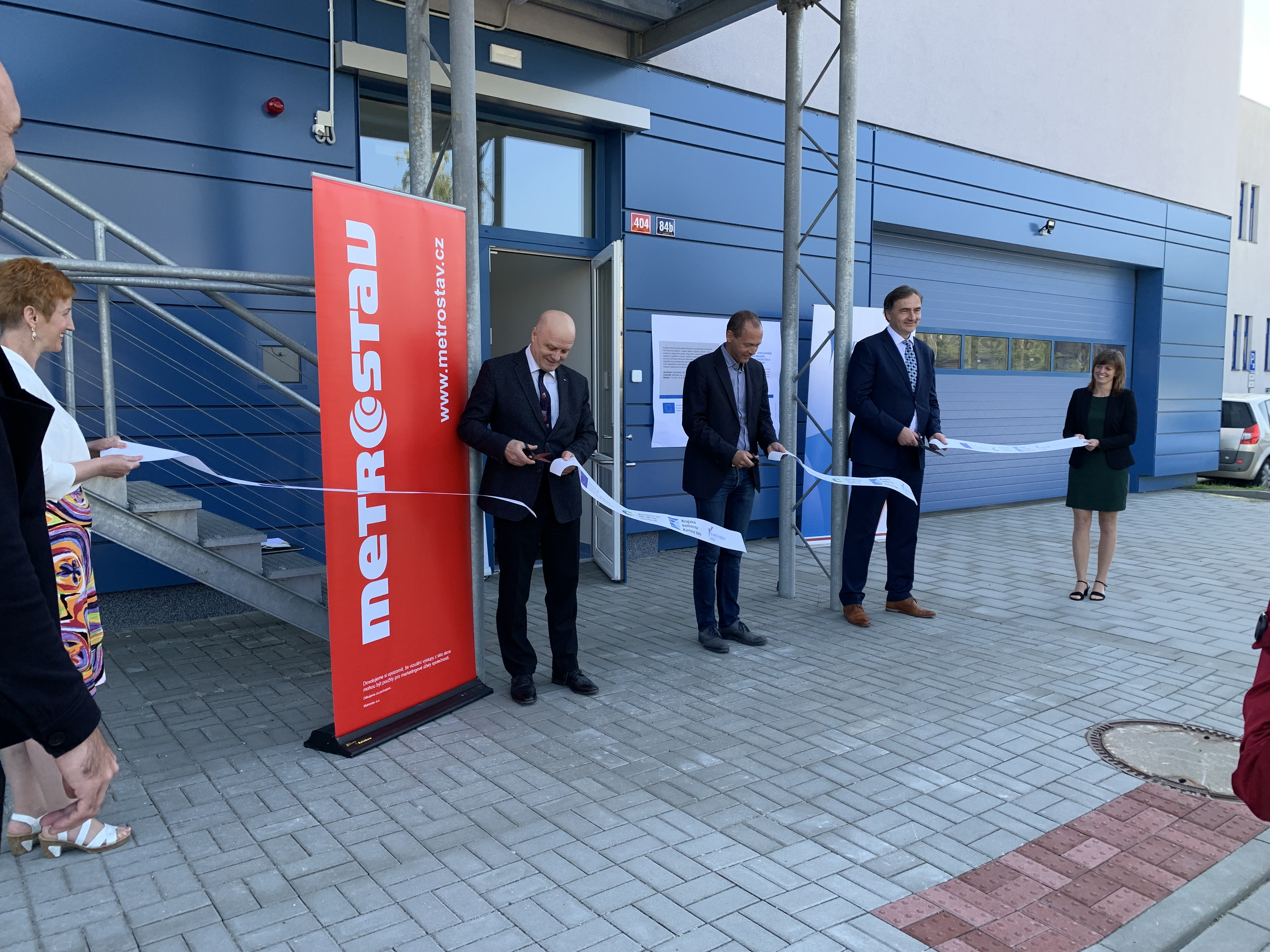
Slavnostní přestřižení pásky při otevření nového depozitáře.
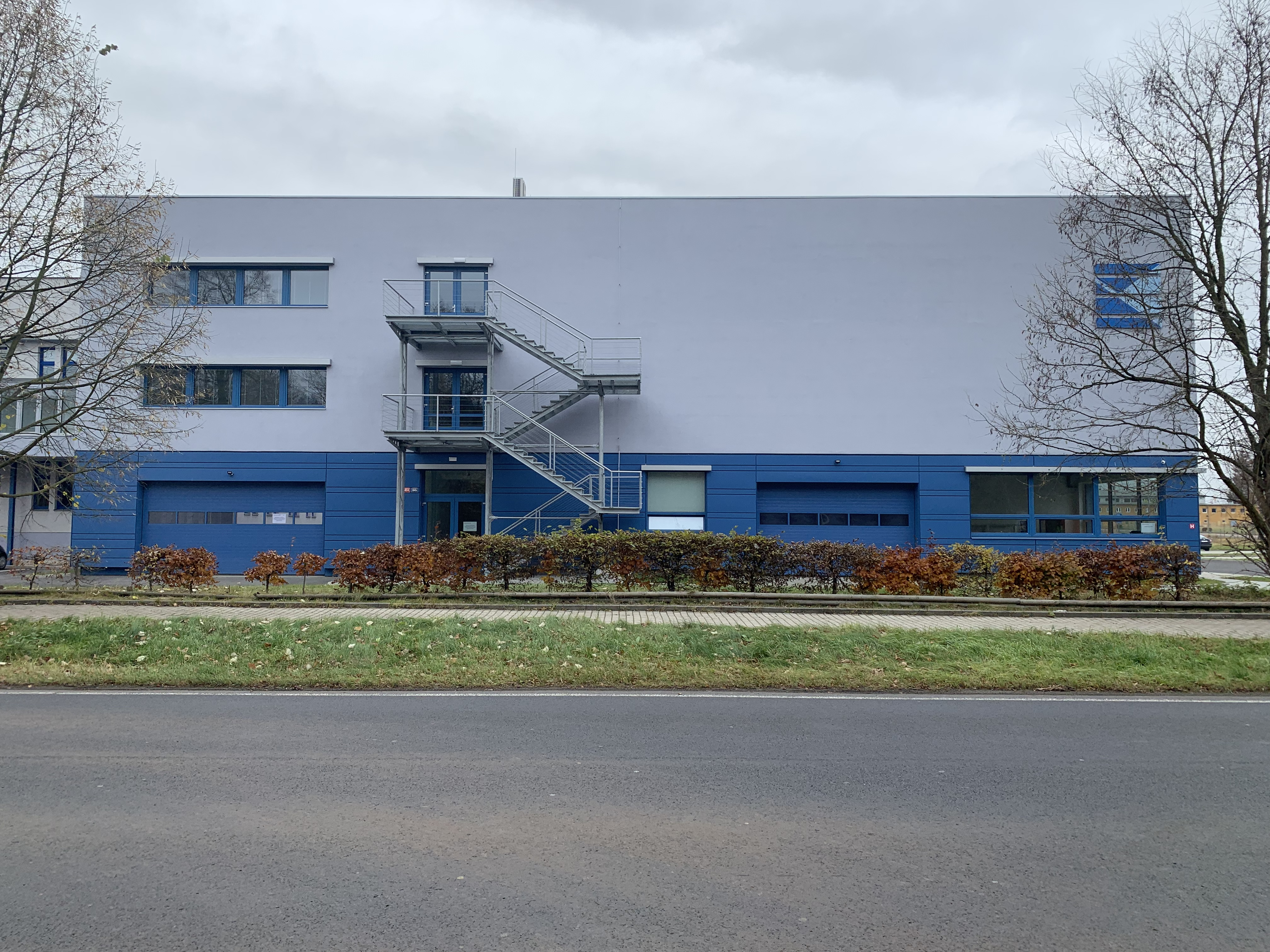
Dokončená budova depozitáře.
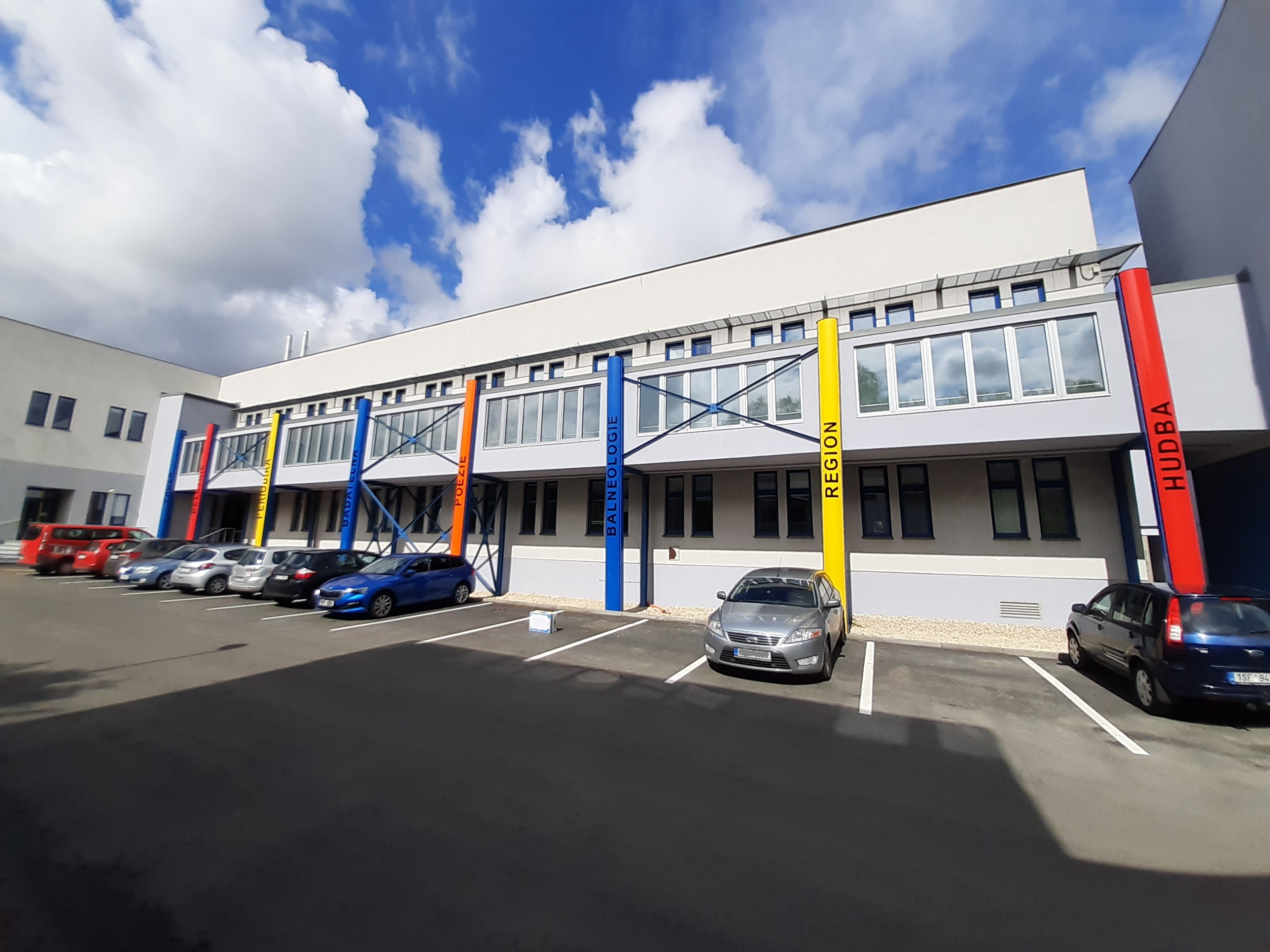
Spojovací koridor mezi knihovnou a depozitářem.
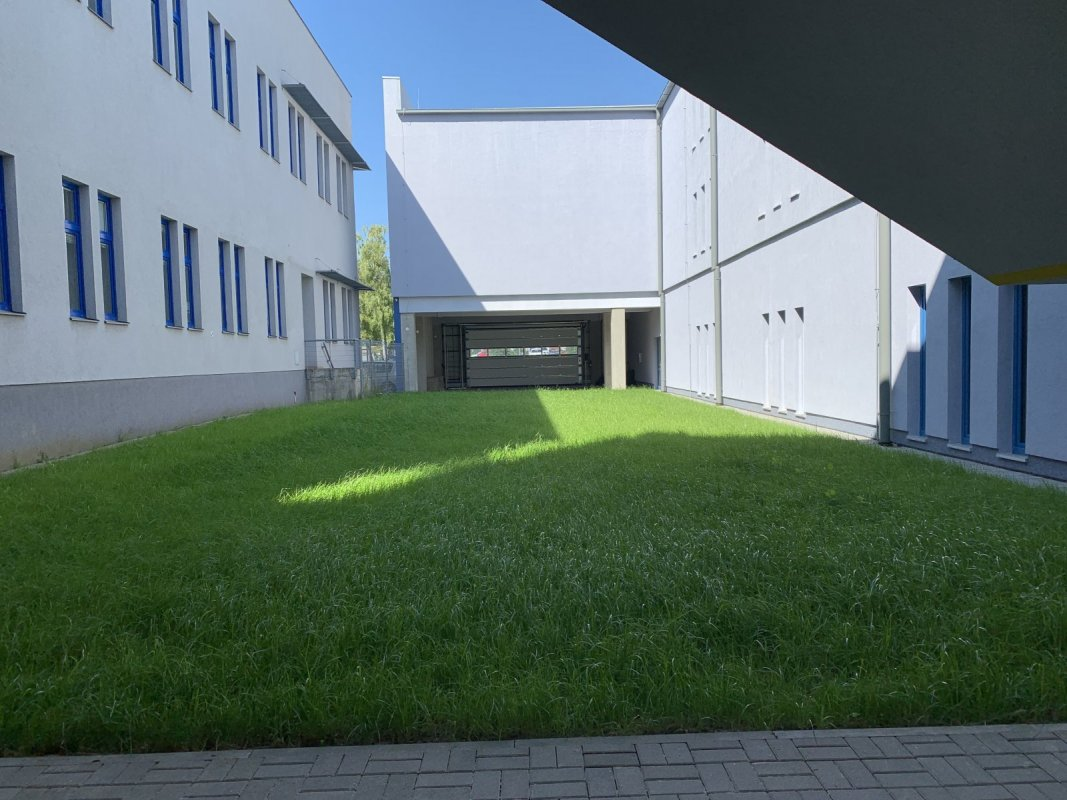
Venkovní atrium.
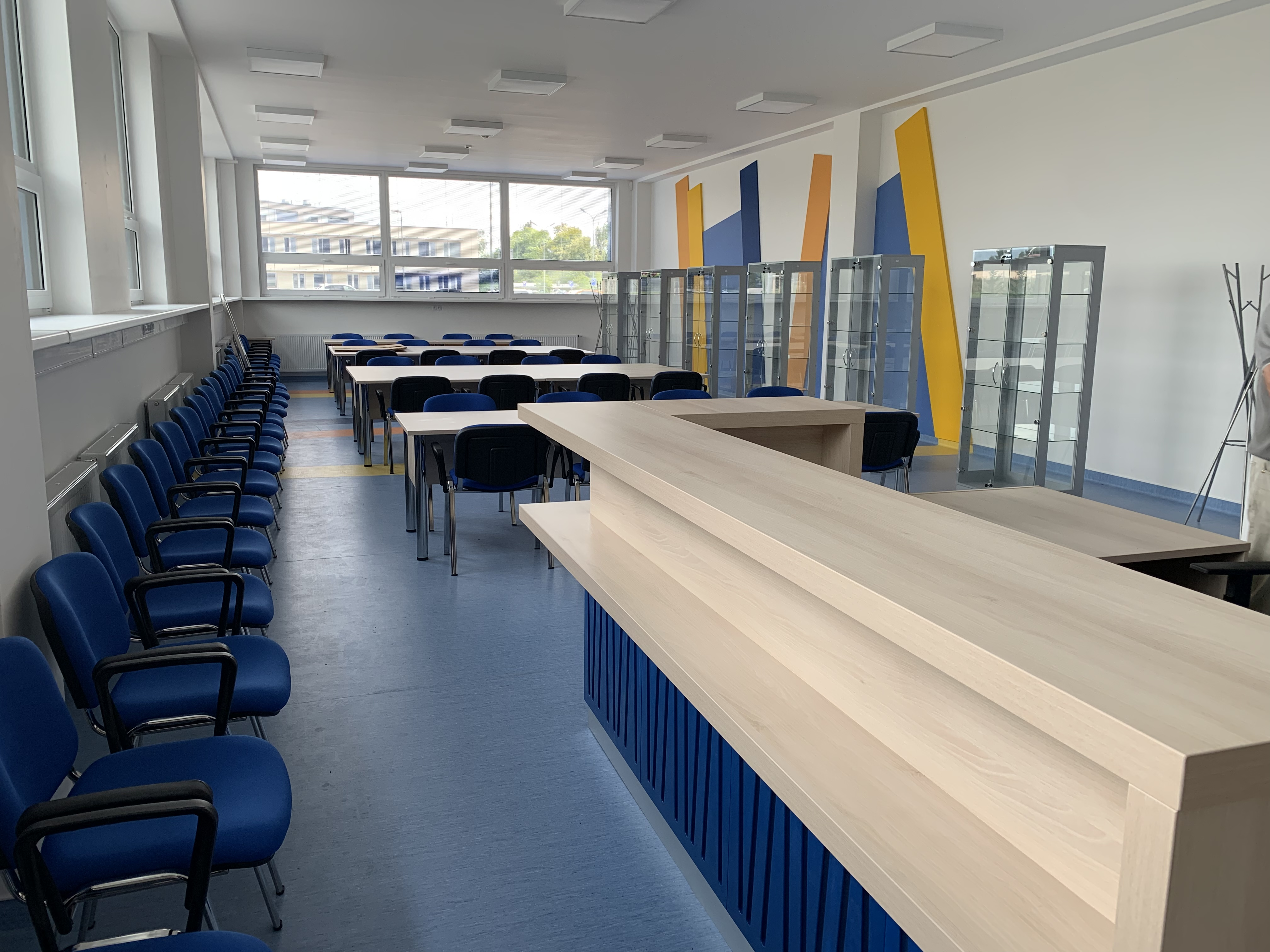
Badatelna v nové budově.

## Oddělení knihovny
Hlavní budova knihovny ve Dvorech je otevřena v pracovních dnech od 9:00 do 19:00 hodin, v sobotu od 9:00 do 15:00 hodin, v neděli je zavřeno.
Pobočka Lidická má otevřeno ve dnech pondělí – čtvrtek od 12:00 do 18:00 hodin, v pátek od 10:00 do 15:00 hodin, o víkendu má zavřeno.
Mimo otevírací dobu mohou čtenáři k vracení knih využít biblioboxy Herbie – jeden před vchodem do hlavní budovy ve Dvorech, jeden u vchodu na pobočku Lidická, dva v Městské tržnici (během její provozní doby). Vzhledem k možnému poškození se do biblioboxu nesmí vracet časopisy, CD či DVD.

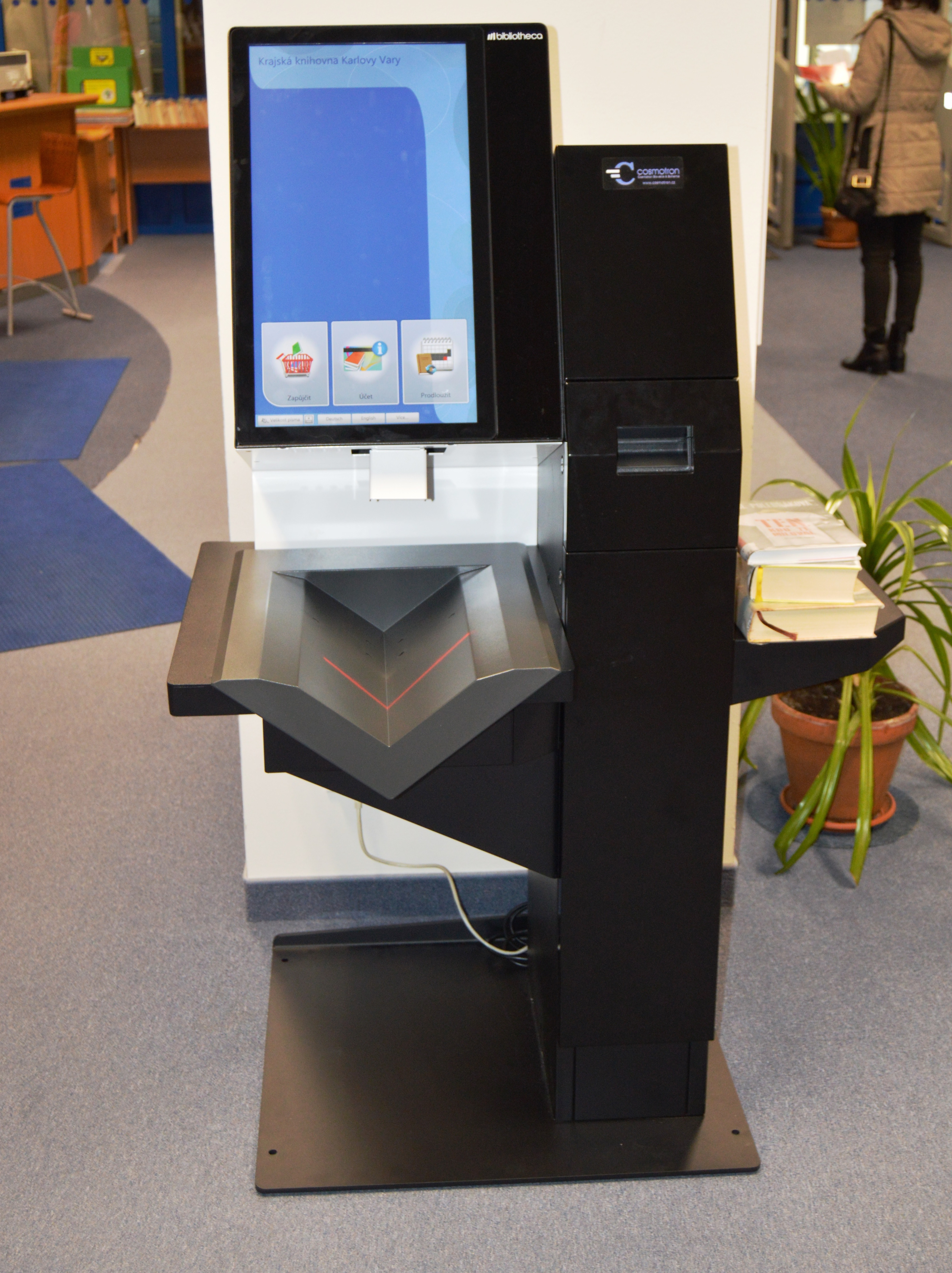
SelfCheck v blízkosti centrálního pultu.

Přístup ke knihovnímu fondu KKKV je umožněn veškerým jejím návštěvníkům díky volnému výběru, který v roce 2018 obsahoval přes 127 000 knihovních jednotek. Požadavky na knihy ze skladu jsou vyřízeny zpravidla na počkání. Dokumenty z depozitáře je lepší si ke studiu předem objednat, případně se musí počítat s větší časovou prodlevou při vyřízení požadavků. Neregistrovaný uživatel může studovat materiály pouze prezenčně v prostorách knihovny, pro absenční výpůjčku je již nutná registrace. Registrovaný čtenář získá přístup do svého konta, ve kterém může zadávat objednávky, rezervace, prodlužovat své výpůjčky či zaplatit případné poplatky skrze platební bránu z pohodlí domova.
Pro návštěvníky je v hlavní budově knihovny dostupná Kavárna, která nabízí možnost občerstvení a příjemného posezení. Komfort čtenářům v knihovně dále poskytuje mimo jiné samoobslužný SelfCheck pro pohodlné načtení vybraných knih do konta. V celé knihovně, v depozitáři a na pobočce je také dostupná wi-fi síť pro připojení k internetu pomocí chytrých telefonů, tabletů či osobních laptopů.

### Centrální pult
Slouží k prvotní registraci čtenáře, uhrazení veškerých poplatků v hotovosti nebo kartou, k vypůjčení a vracení dokumentů a v neposlední řadě také k poskytnutí základních informací o knihovně a právě probíhajících či plánovaných akcích. K dispozici je také jeden uživatelský počítač s přístupem k internetu zdarma bez nutnosti registrace.

### Informační středisko
- informace o vzdělávacích kurzech a podání přihlášek
- validační místo MojeID
- předprodej vstupenek na kulturní a sportovní akce v celé ČR
- prodej místenek na autobus a lístků MHD
- prodej regionální literatury
- 8 uživatelských počítačů s přístupem k internetu a možností tisku

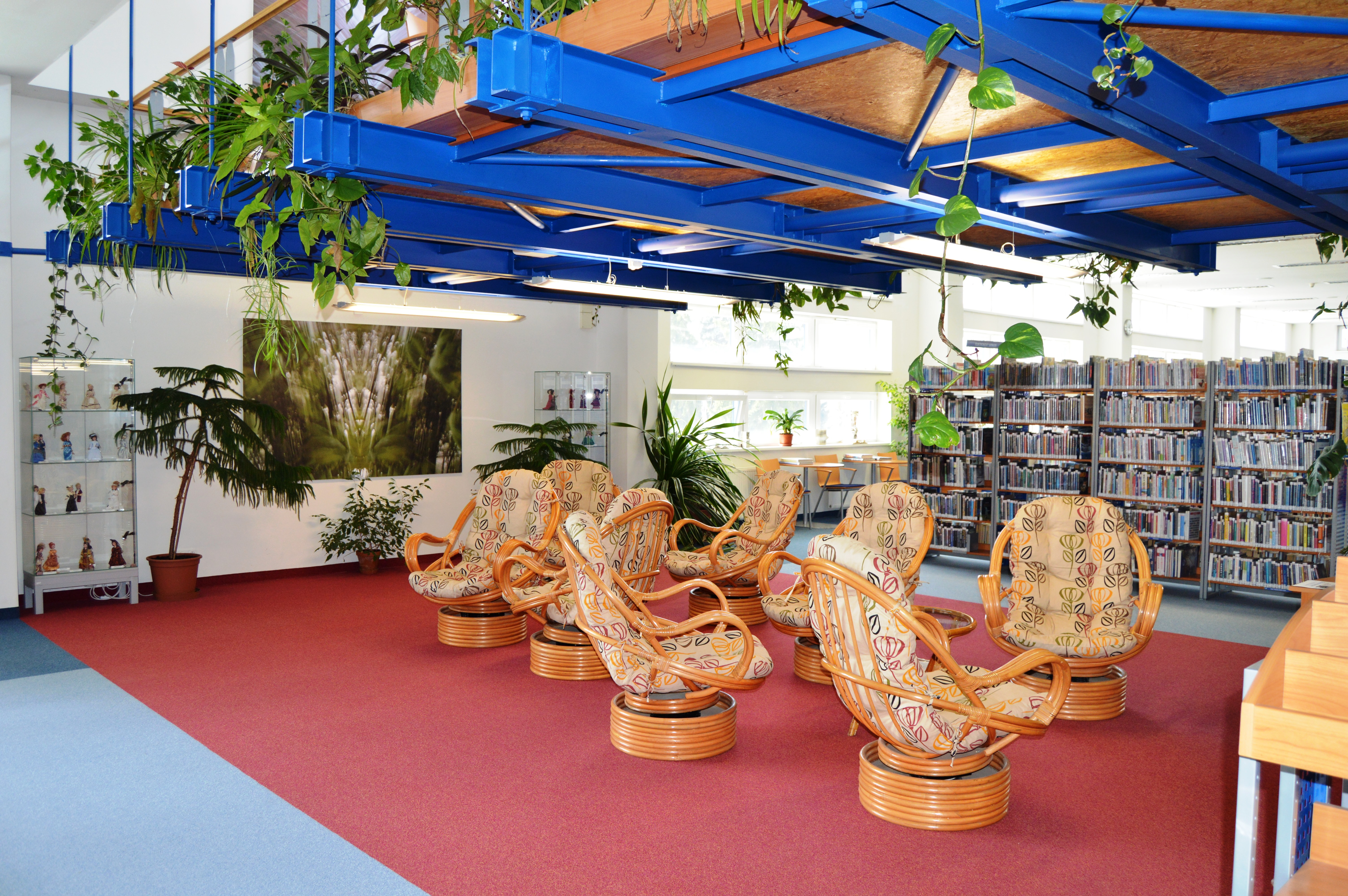
Odpočinková a studijní zóna v půjčovně.

- reprografické služby

### Půjčovna pro dospělé
- beletrie: romány, povídky, poezie, divadelní hry, detektivky, historické romány – řazena abecedně podle příjmení autora; pro větší atraktivnost jsou některé žánry vymezeny samostatně (Romány pro ženy, Detektivky, Válečné, Napínavé apod.)
- odborná literatura – univerzální fond, stavěn podle MDT
- cizojazyčná beletrie a naučná literatura – angličtina, němčina, francouzština, ruština, italština, španělština, ukrajinština, švédština, arabština, nizozemština, vietnamština, polština a esperanto
- dvojjazyčné knihy a čtení podle úrovní
- balneologická literatura – soudobá literatura pro lékaře i laiky, historický fond české i cizojazyčné literatury z 18. a 19. století
- mapy, slovníky, encyklopedie
- 2 uživatelské počítače s přístupem k internetu a možností tisku, 1 uživatelský počítač s přístupem do systému Kramerius (zpřístupnění digitalizovaných dokumentů), 3 uživatelské počítače s on-line katalogem knihovny
- meziknihovní výpůjční služby – v rámci ČR i ze zahraničí
- rešeršní služby
- absenční výpůjčky na 30 dnů s možností prodloužení
- prezenční půjčování brýlí na čtení
- studijní místa na galerii

### Čítárna periodik

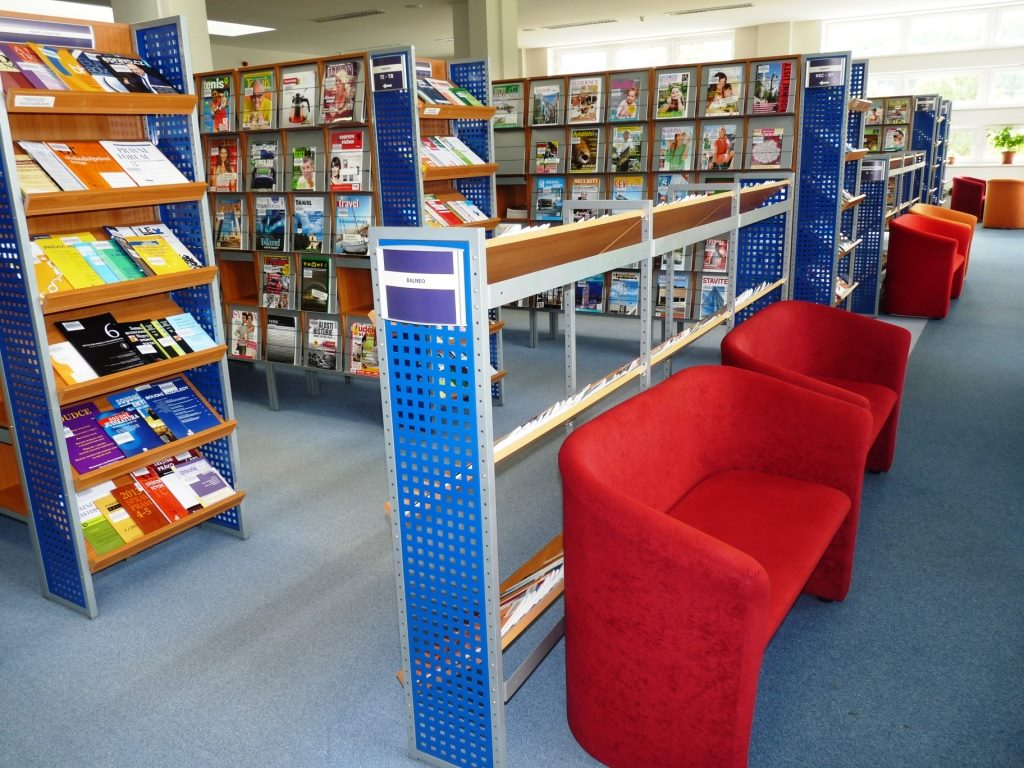
Řazení časopisů v čítárně.

KKKV je příjemcem periodického povinného výtisku a ve svém fondu měla ke dni 31.12. 2018 zaevidováno 5 233 exemplářů pokračujících zdrojů, včetně těch ukončených, z toho aktuálně vycházejících titulů bylo v roce 2018 celkem 2 417. Absenční výpůjčka periodik na 14 dnů, kromě posledního čísla, které je pouze k prezenčnímu studiu.
- denní tisk, týdeníky, zájmové časopisy, odborné recenzované časopisy, sborníky, výroční zprávy, ročenky, relaxační omalovánky
- balneologická periodika
- zákony, úplné znění zákonů, sbírka zákonů ČR
- periodika v cizích jazycích – slovenština, angličtina, němčina, bulharština, maďarština, francouzština, ruština, čínština, italština, španělština, ukrajinština, švédština, portugalština, nizozemština, vietnamština, romština, polština a esperanto
- 4 uživatelské počítače s přístupem k internetu a možností tisku, 1 uživatelský počítač s přístupem do systému Kramerius (zpřístupnění digitalizovaných dokumentů)
- samoobslužný digitální skener eScan – formát výstupu PDF, JPEG nebo TIFF, uložení na flashdisk, možnost pokročilejšího nastavení (ořez, výběr oblasti apod.), uživatelská přívětivost a jednoduchost – veškeré funkce jsou ovládány přes dotykovou obrazovku
- meziknihovní reprografické služby
- rešeršní služby
- propagace časopisů a regionální literatury na sociálních sítích
- přístup k licencovaným databázím – Anopress, Pressreader, Infobanka ČTK

#### Regionální literatura
V oddělení čítárny mají čtenáři a návštěvníci knihovny přístup také k fondu regionální literatury, ta v sobě zahrnuje literaturu o regionu a literaturu od regionálních autorů, přičemž regionální osobností rozumíme člověka, který se v regionu narodil, zemřel, či v něm působil. Jsou však i publicisté, kteří věnovali své dílo nebo část tvorby Karlovarskému kraji, i když zde třeba vůbec nežili. Hřbety knih jsou pro rychlou orientaci ve fondu označeny zeleným proužkem, v případě periodik je na nich uveden popisek REG. Z volného výběru si uživatelé knihovní jednotky mohou odnést ke studiu domů. Publikace pouze k prezenčnímu studiu jsou uloženy ve skladu či v příručce za pultem čítárny. Archivní fond (publikace do roku 1950) je uchováván v depozitáři, a rovněž pouze ke studiu v knihovně.  Většinu regionálních periodik dostává knihovna po jednom exempláři a není tedy u nich možná absenční výpůjčka.
Oddělení regionální literatury se také věnuje vypracování bibliograficko-informačních požadavků a rešerší s tematikou Karlovarského kraje, Karlových Varů a německé přeshraniční oblasti.
Fond:
- Tištěné dokumenty – beletrie, odborná literatura, mapy a průvodce, periodika
  - vlastivědné informace – historie, památky, přírodní krásy, hospodářství, kultura regionu
  - regionální osobnosti – informace o jejich životě a díle
  - kalendáře
- Regionální databáze
  - bibliografické záznamy článků z regionálního periodického tisku od roku 1998
  - databáze regionálních osobností
  - digitalizovaná regionální periodika a monografie přístupná v digitální knihovně Kramerius

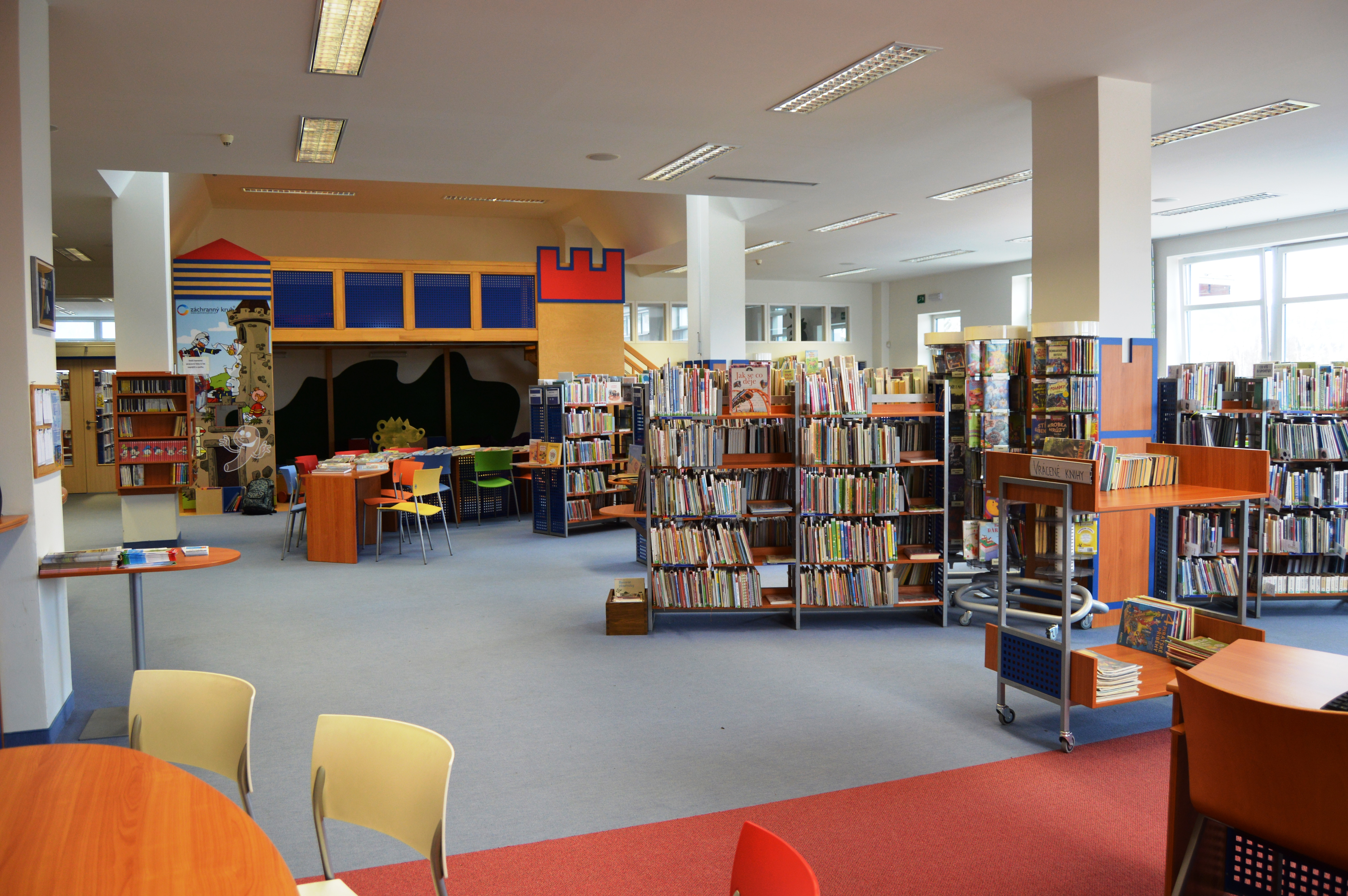
Oddělení pro děti.

### Oddělení pro děti
- pro čtenáře otevřeno od 11:00
- knihy, leporela, první čtení, příběhy dětí, dobrodružné knihy, dívčí a chlapecké romány, časopisy pro děti a mládež, deskové hry
- dopoledne pravidelně probíhají vzdělávací programy pro třídy mateřských a základních škol
- v odpoledních hodinách konání akcí pro děti všech věkových kategorií
- Lekotéka – zaměřena pro děti od 2 do 15 let se specifickými vzdělávacími potřebami či zdravotním postižením, jedná se o nejrůznější skládanky, puzzle, maňásky, kreslící tabulky, zvukové knihy aj., které napomáhají rozvíjet fantazii, tvořivost, jemnou motoriku, rozlišování barev a tvarů, zlepšují logické myšlení apod.
- Pohádky pro medvídky – absenční výpůjčka plyšových medvídků s flashdiskem obsahující knihovníky namluvenou klasickou pohádku a omalovánky, na výběr je 10 různých pohádek
- oddechová zóna Hrad – prostor na hraní a odpočinek
- interaktivní tabule – využívána při přednáškách a prezentacích
- Xbox One +Kinect – hry se půjčují pouze prezenčně
- 2 uživatelské počítače s přístupem k internetu, jejich užívání se řídí zvláštními pravidly pro děti do 15 let

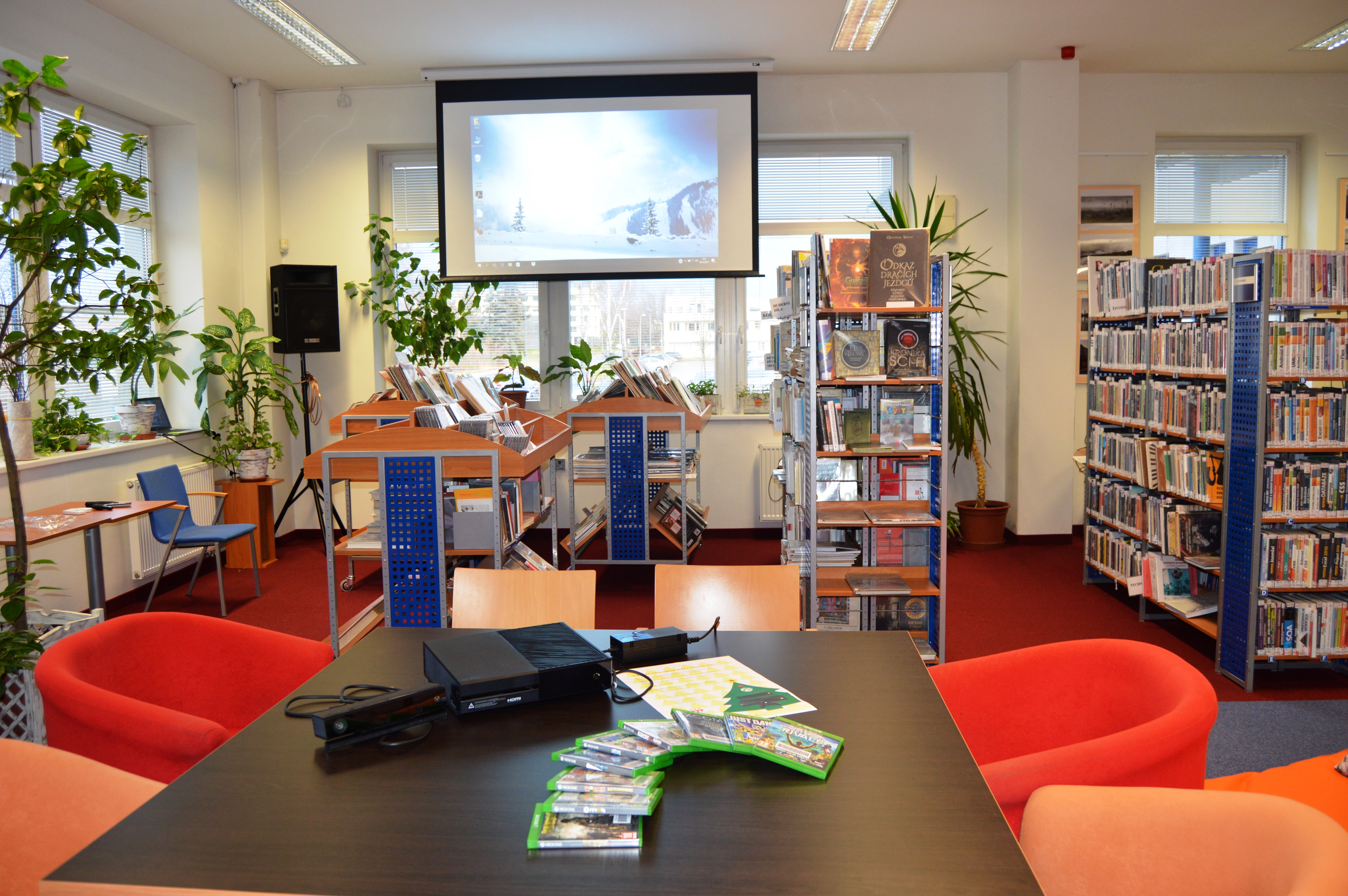
Xbox v A klubu.

### A-klub
Oddělení nabízí možnost prezentace amatérským umělcům – spisovatelům, básníkům, výtvarníkům, fotografům. Svou šanci ukázat se zde mají i studenti či celé třídní kolektivy. Je také sídlem Herního klubu, který se zde setkává pravidelně každý čtvrtek.
- knihy v žánru fantasy, sci-fi a horor; knihy a časopisy o hudbě, umění, počítačích
- komiksy, manga
- noty, LP desky a kazety
- hudební CD, mluvené slovo
- DVD s filmovými hity a pohádkami, včetně kompletního souboru Zlatého fondu české kinematografie
- stolní i venkovní hry
- e-čtečky – obsahují 151 knih nepodléhajících autorskému zákonu, jedná se především o klasická díla vhodná pro povinnou četbu studentů
- Semínkovna – sdílení semínek a osiva, každý si může bezplatně vybrat semínka k zasazení, na oplátku zde může zanechat některá svá přebytečná semínka pro další zájemce
- možnost využít klávesy pro hraní či komponování, k prezenčnímu zapůjčení také sluchátka
- 2 uživatelské počítače s přístupem k internetu a možností tisku

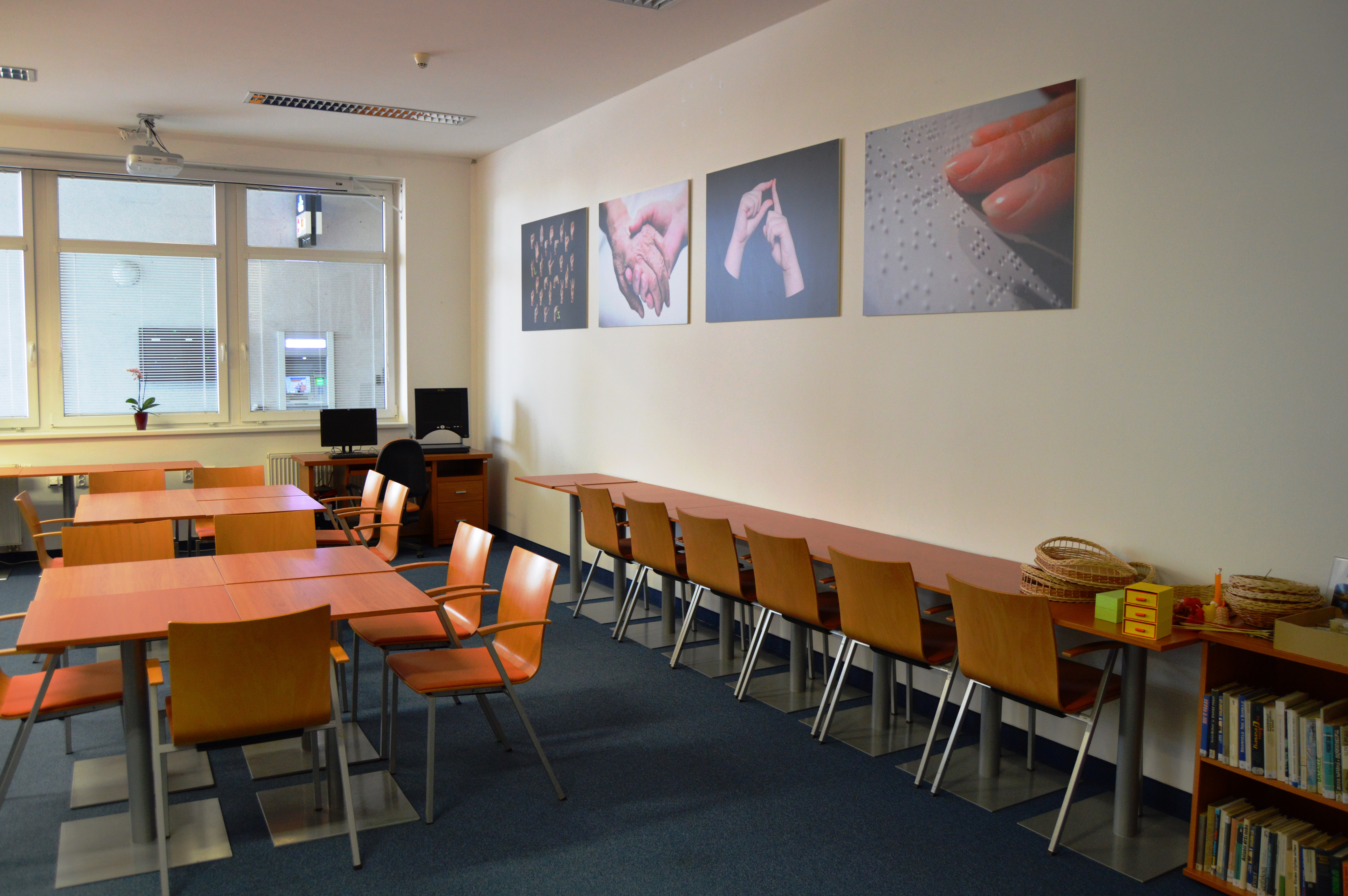
Oddělení pro handicapované uživatele.

### Oddělení pro handicapované
Hlavní budova knihovny ve Dvorech je zcela bezbariérová, což zahrnuje vyhrazená parkovací místa pro handicapované, nájezdovou rampu u hlavního vchodu, toalety pro invalidní uživatele, automatické otevírání vstupních dveří a výtahu. Nevidomí uživatelé mohou využít signálního majáčku k hlasové navigaci do knihovny. Pro neslyšící je centrální pult a společenský sál vybaven indukčními smyčkami. Zdarma je dostupný k vypůjčení invalidní vozík nebo chodítko. Využívání služeb oddělení je bezplatné – při registraci je třeba předložit potvrzení očního lékaře, průkaz ZTP nebo doporučení SONSu.
Oddělení má otevřeno v pondělí a čtvrtek od 9:00 do 19:00 hodin.
- zvukové knihy vydané Knihovnou a tiskárnou pro nevidomé K. E. Macana v Praze ve formátu MP3 nebo na CD – pouze pro osoby s průkazem ZTP, bezplatné půjčování a posílání poštou
- zvukové knihy vydané v běžné produkci (např. vydavatelství Timpanum či Audiostory) – pro všechny registrované čtenáře
- k dispozici kamerová lupa Presto (stolní verze se čtecím stolkem) pro slabozraké
- software Friendly Vox – na všech počítačích v knihovně, pomáhá zpřístupnit internetové služby zrakově znevýhodněným čtenářům
- k zapůjčení či vyzkoušení různé kompenzační pomůcky pro nevidomé a slabozraké

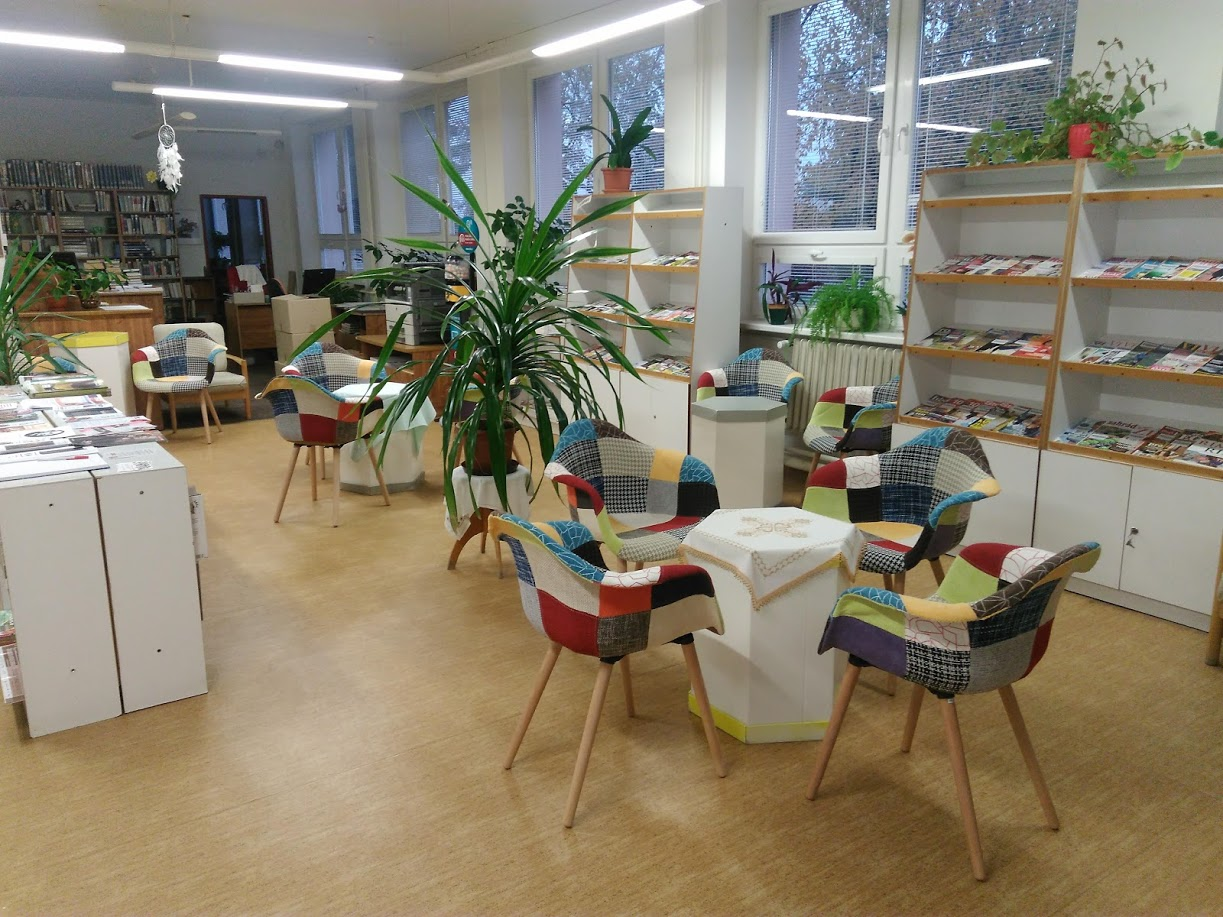
Interiér čítárny periodik na Lidické.

### Pobočka Lidická
Jediná pobočka KKKV se nachází v městské části Drahovice a zaměřuje se především na práci se středoškoláky, seniory a také na klubovou činnost. K absenční výpůjčce jsou dostupné knihy pro děti i dospělé, noviny, časopisy a deskové hry. Uživatelsky přívětivá je možnost vrátit na pobočce dokumenty vypůjčené ve Dvorech a naopak. U vchodu na pobočku je umístěn bibliobox pro pohodlné vracení knih.
Pobočka funguje jako komunitní centrum a nabízí velkou škálu doprovodných akcí – pravidelné pořady a cykly přednášek nejen o literatuře či historii, hudební pořady, hlasitá i autorská čtení, divadelní představení, sezonní minitrhy, vernisáže, koncerty a setkání se zajímavými hosty.
Je také sídlem pro Literární klub seniorů, kde jsou vítáni všichni příznivci krásného čtení z řad seniorů, koná se pravidelně jednou za 14 dní.

### Oddělení služeb knihovnám
V rámci výkonu regionálních funkcí poskytuje KKKV, v součinnosti s pověřenými knihovnami v Sokolově a v Chebu, podporu základním knihovnám v celém Karlovarském kraji. Služby knihovnám zahrnují výpůjčky knih z výměnného a cirkulačního fondu, vzdělávání knihovníků, odborné konzultace, servis automatizovaného knihovního systému, metodickou a praktickou pomoc.
Od roku 2012 je každé dva roky vyhlašován nejlepší dobrovolný knihovník a nejlepší knihovna Karlovarského kraje na základě nominací metodických pracovníků KKKV a pověřených knihoven.

### Vzdělávací centrum

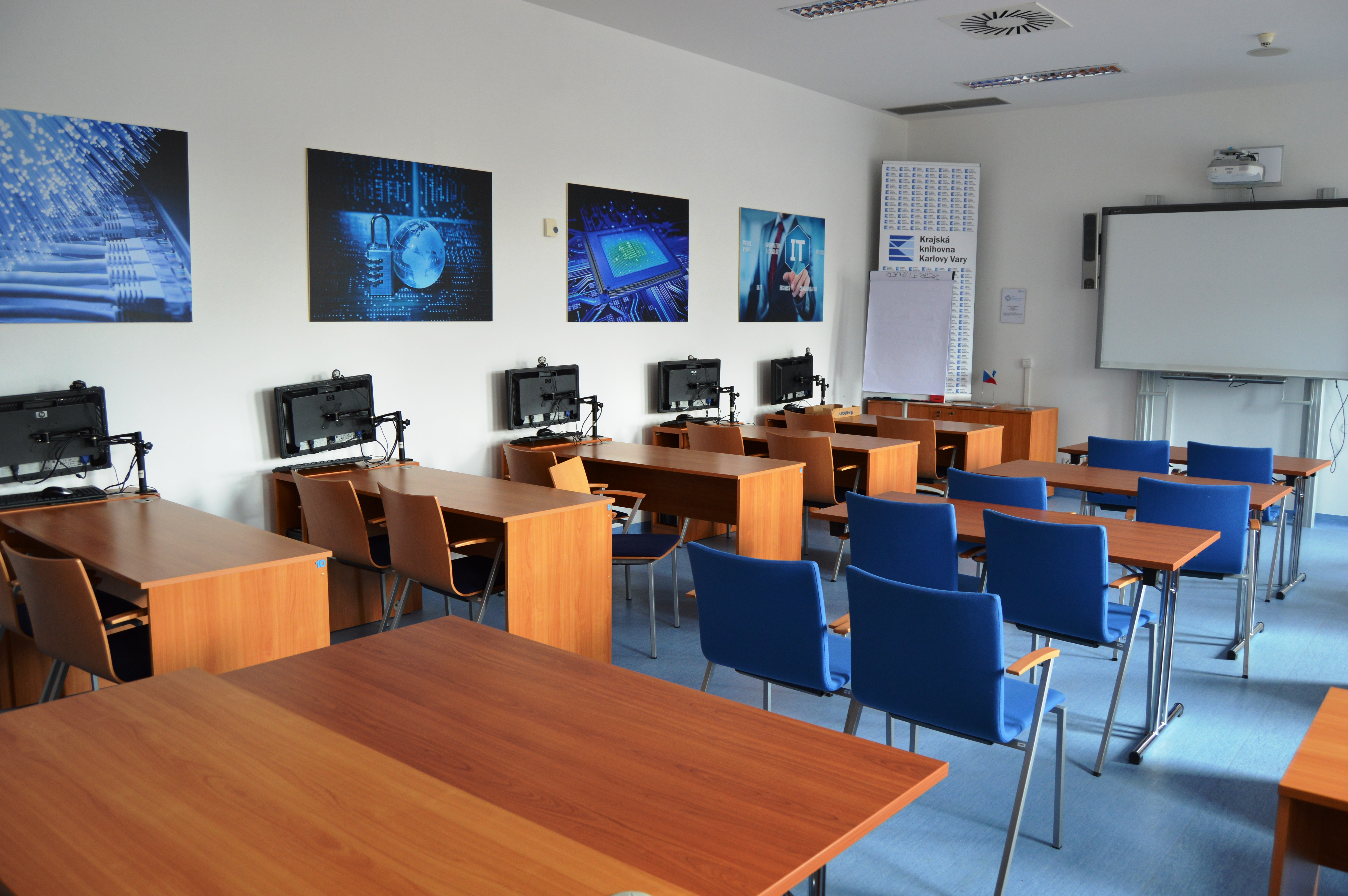
IT učebna.

V hlavní budově KKKV ve Dvorech je k dispozici multifunkčně a moderně vybavená počítačová učebna, která slouží k pořádání nejrůznějších menších přednášek, prezentací, kurzů či setkání. V případě zájmu lze využít služeb akreditovaných IT lektorů.
- 10 uživatelských počítačů + 1 počítač pro lektora
- interaktivní tabule, tabule Flipchart
- dataprojektor, zpětný projektor
- vizualizér, videorekordér

V případě konání větší akce si lze pronajmout velký společenský sál s kapacitou až 150 míst, jeho případná dispozice je variabilní podle požadavků objednavatele.
- ozvučovací systém, bezdrátové mikrofony
- 1 uživatelský počítač, lze připojit vlastní laptop
- 2 datové konferenční projektory
- Smart Sympodium – dotykem ovládaný TFT panel
- kombinovaný VHS / DVD přehrávač
- diaprojektor, vizualizér

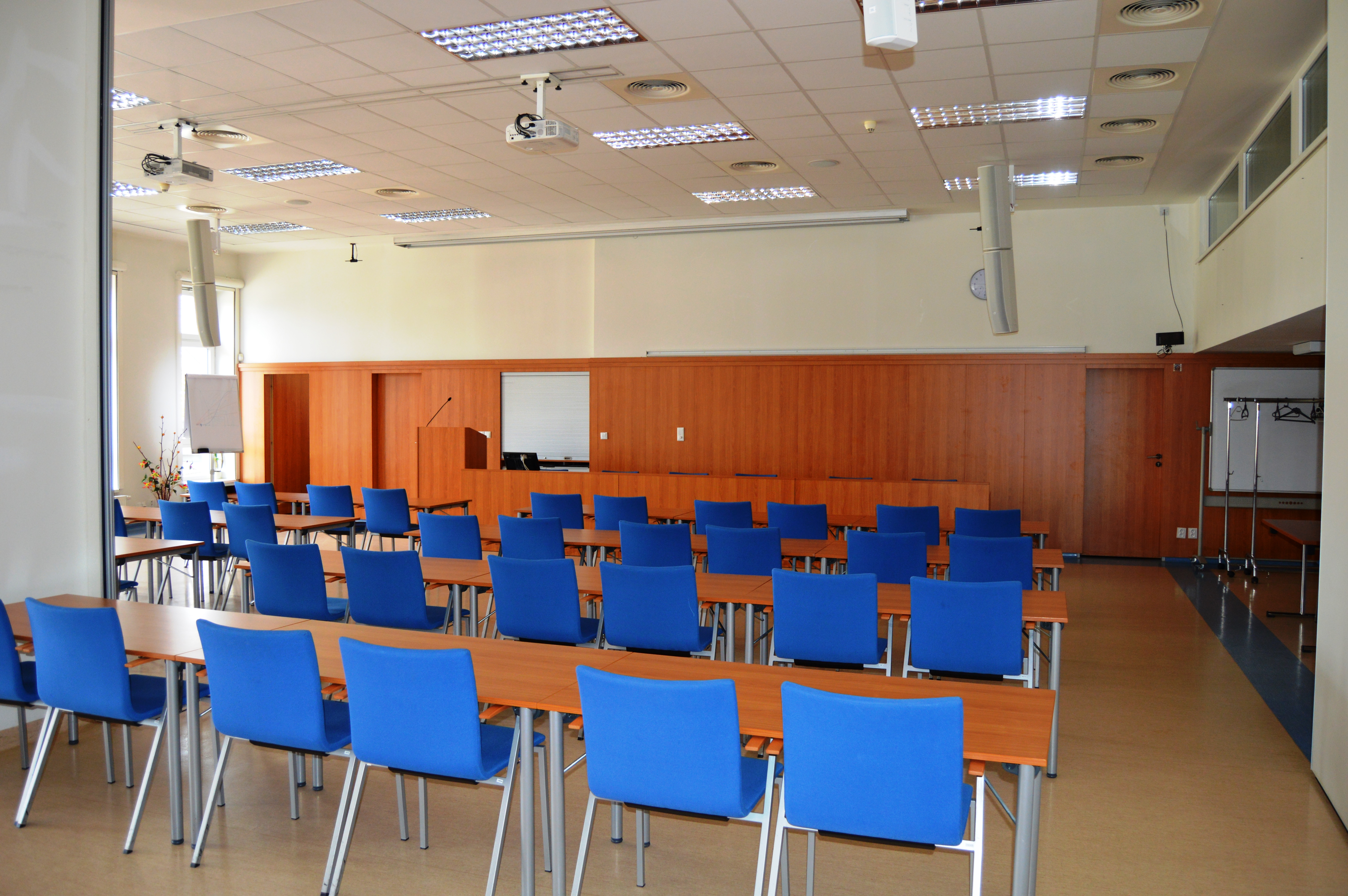
Společenský sál.

Vzdělávací centrum je, jako jedno ze dvou středisek v Karlovarském kraji, akreditovaným místem pro získání ECDL certifikátu v těchto modulech:
- M2 – Základy práce s počítačem a správa souborů (Computer Essentials)
- M3 – Zpracování textu (Word Processing)
- M4 – Práce s tabulkami (Spreadsheets)
- M5 – Použití databází (Using Databases)
- M6 – Prezentace (Presentation)
- M7 – Základy práce s internetem a komunikace (Online Essentials)
- M9 – Úpravy digitálních obrázků (Image Editing)
- M10 – Tvorba webových stránek (Web Editing)
- M12 – Bezpečné používání informačních technologií (IT Security)
- M14 – Spolupráce a výměna informací na internetu (Online Collaboration)

## Dění v knihovně

### Akce
KKKV vedle svých základních knihovnických a informačních služeb nabízí velké množství kulturních a vzdělávacích programů pro širokou veřejnost. Jedná se o přednášky (s regionální tematikou, k významným výročím, cestovatelské apod.), literární pořady, besedy s autory a křty nových knih, autorská a hlasitá čtení, hudební pořady, koncerty, výstavy a vernisáže, kurzy (jazykové, trénování paměti, práce na PC atd.) a v neposlední řadě tvořivé dílny pro děti i dospělé.
Pro školy má knihovna připraveny speciální programy, které jsou v souladu s učebními osnovami jednotlivých stupňů škol a zaměřují se na rozvoj čtenářské a informační gramotnosti. Pro žáky středních škol jsou dále připraveny lekce napomáhající samostatnému zvládnutí nejrůznějších literárních útvarů, rozvoji kritického myšlení a rozpoznání tzv. fake news či psaní ročníkových a kvalifikačních prací, včetně správného citování zdrojů. V odpoledních hodinách si studenti mohou vybrat z různorodé nabídky volnočasových aktivit. Knihovna nezapomíná ani na pedagogy, kterým nabízí vzdělávací semináře formou teambuildingů.
Mezi pravidelné vlastní akce knihovny patří:
Piknik s knihou – celodenní hlasité čtení v přírodě s občerstvením
Příměstský tábor – během letních prázdnin pro děti od 6 do 12 let
Únikové hry – dvě v nabídce: „Strážce příběhů“ a „Zabijačka“
Spolek přátel krásné literatury...a sladkých koláčů – literární pořad a sladké pohoštění na pobočce Lidická
KKKV se také účastní akcí v rámci celé ČR, jedná se mimo jiné o:
Týden vědy a techniky – koná se pod záštitou Akademie věd ČR po celé republice, akce je určená jak studentům středních škol tak široké veřejnosti
Týden knihoven – největší společná událost českých knihoven, která probíhá v první polovině října. Pro čtenáře a návštěvníky knihovny bývá připraven bohatý tematický program a celá řada benefitů jako první registrace zdarma či amnestie na upomínky.
Noc s Andersenem – podpora dětského čtenářství spojená s přenocováním v knihovně
Noc literatury – koná se v předvečer zahájení knižního veletrhu Svět knihy, netradičním způsobem přibližuje veřejnosti tvorbu současných evropských spisovatelů

### Soutěže
KKKV v rámci zatraktivnění a přiblížení svých služeb návštěvníkům vyhlašuje, samostatně či ve spolupráci s jinými organizacemi, celou řadu soutěží pro děti i dospělé. Mnohé z nich se staly během let pravidelnou a nedílnou součástí kulturního dění v knihovně, mimo jiné:
- Lesy kolem nás

Ve spolupráci s Lesy ČR, s. p. je již několikátý rok vyhlašována výtvarná soutěž pro děti. Soutěž probíhá ve spolupráci se zapojenými knihovnami, ve kterých se uskuteční první kolo. Z finálních nominovaných prací poté porota v rámci 7 kategorií zvolí jednotlivé vítěze, jejich práce jsou pak vystaveny v prostorách KKKV.
- Vybav si svou knihovnu

Soutěž je určena všem žákům základních škol, kteří rádi čtou. Čím více se zapojí žáků z jedné třídy, tím větší šanci získají na vítězství a s tím spojenou odměnu v podobě knih pro svoji školní knihovnu.
- Literární soutěž

Pod patronátem literárních osobností se pravidelně od roku 2007 koná literární soutěž pro neprofesionální spisovatele z celé ČR. Z přihlášených prací, které jsou průběžně publikovány na webu knihovny, vybere nezávislá porota 10 povídek, ze kterých pak patron soutěže zvolí 3 nejlepší. Všech 10 povídek je poté vydáno v tištěném almanachu.
| Rok  | Motto | Patron             |
| ---- | --- | ------------------ |
| 2007 | Po mém odchodu zbyde jenom trocha vůně, trocha zápachu. Nebojte se ale. Jednou se vrátím. Čekal jsem na naše setkání tisíce let. Tak přece jen tak nezapomenu. Zajímá mě totiž, co nenávidíte, co děláte, co jíte, co se vám zdá. Mám rád ty chvíle, kdy cítím váš strach i radost. Lidé jsou podivuhodné, zvláštní a krásné bytosti. Často ani nemůžu od toho lidského hemžení fascinovaně odrthnout oči. Pozorně sleduji i ten váš příběh. Každý den. Dávejte si na to pozor, miláčkové moji. (z knihy Prsatý muž a zloděj příběhů)                                                                      | Josef Formánek     |
| 2008 | Něco si koupíš, proběhneš se po hřišti, oddychneš si a staneš se sám sebou. Ale pak se podíváš kolem sebe: co uvidíš? Že se tvoje přirozenost a originalita až příliš podobá přirozenosti a originalitě všech kolem! Jenomže nikdo nechce, aby jeho pracně nalezená přirozenost byla stejná jako přirozenost všech kolem! – Ano, originální by mělo být to původní, přirozené a podle okolností a jen náhodou čas od času také jedinečné. Kdo by ale (když ho hledání své přirozenosti a originality stojí tolik času a peněz) chtěl vypadat stejně jako všichni?! (z knihy Slabost pro každou jinou pláž) | David Zábranský    |
| 2009 | Svět je plnej tajemství, říká se, různejch osudů, odstíny od špinavý bílý až po černou z teček modrá, žlutá, červená. Barvy, ze kterejch se složej všechny ostatní. I lidi jsou z několika základních kamenů. Jeden každej člověk složenej jako dům. Cihla vedle cihly a nad nima další, položený přes spáry tak, aby to drželo. Časem jsou zevnitř viditelný vlhký žlutý mapy a zvenku pak spáry táhnoucí se odhsora dolů, podobný bleskům, rozvětvený po letech chátrání. (z knihy Přes matný sklo) | Petra Hůlová       |
| 2010 | A tak jsme se narodili, vylíhli, vyklubali, vypadli, vykoukli a od té doby jsme koukat nepřestali, poněvadž jsme tu, a je to. (z knihy Životopis černobílého jehněte) | Tomáš Zmeškal      |
| 2011 | Tak jsem se rozhodl pro cestu na Sibiř. Ale člověk, který se na takovou cestu vydává, by si měl dát svůj osobní život do pořádku, aby jeho putování za poznáním temných stránek světa nebylo jen maskovaným útěkem před prostými, dobře známými, ale naprosto nezvládnutými skutečnostmi. (z knihy Cesty na Sibiř) | Martin Ryšavý      |
| 2012 | Rok poštu pálí... proč i tvou? (z rukopisné básně Světloplaší) | Radek Malý         |
| 2013 | A teď konečně jedu pryč z toho smutku, do světa, kde nikdo nic neví. (z knihy Zmizet) | Petra Soukupová    |
| 2014 | Býváme hořcí i zlí, když příliš dlouho a beznadějně po něčem toužíme a o čemsi sníme, zatímco se nám lhostejnost světa vysmívá. (z knihy Proměny) | Věra Nosková       |
| 2015 | Jak srovnat nesrovnatelné? Nesrovnávat. Odpustit si ten tik, to nutkání zvědavosti, umanutou potřebu poměřovat a dle toho se někam řadit, ne-li zařadit. Vždyť lidé se zařazují sami dřív, než je násilím někdo zašuplačí, aby se toho násilí náhodou nedočkali. Samovýběr zásuvky rovný autocenzuře. (z knihy Urbo Kune) | Miloš Urban        |
| 2016 | Já jsem vždycky chtěl bejt lepší, kvůli týhle jihočeský krajině, že tu žiju, že je taková mírná a vlastně chudá, kamenitá zem... A když jsem s tebou, Karolíno, tak to je to samý, chci bejt lepší kvůli tobě... (z knihy Zloději zelených koní) | Jiří Hájíček       |
| 2017 | Jsem to pořád já. Dokážu vnímat a cítit a rozplakat se, jsem to já! (z knihy Ke dnu) | Anna Bolavá        |
| 2018 | To, kam dáš lampu v pokoji, mění tvůj život víc než přátelé. | Petr Borkovec      |
| 2019 | Prostě jako by na různejch místech běžel různej čas, paralelně. A jako by ho za určitejch okolností bylo možný zahlídnout nebo spíš pocítit. (z knihy Rakvičky) | Irena Dousková     |
| 2020 | Obzor se rozpil jako tuš. Oblaka mlčí. Na hladině první kapky. (z česko-francouzské sbírky Pobřeží) | Radek Fridrich     |

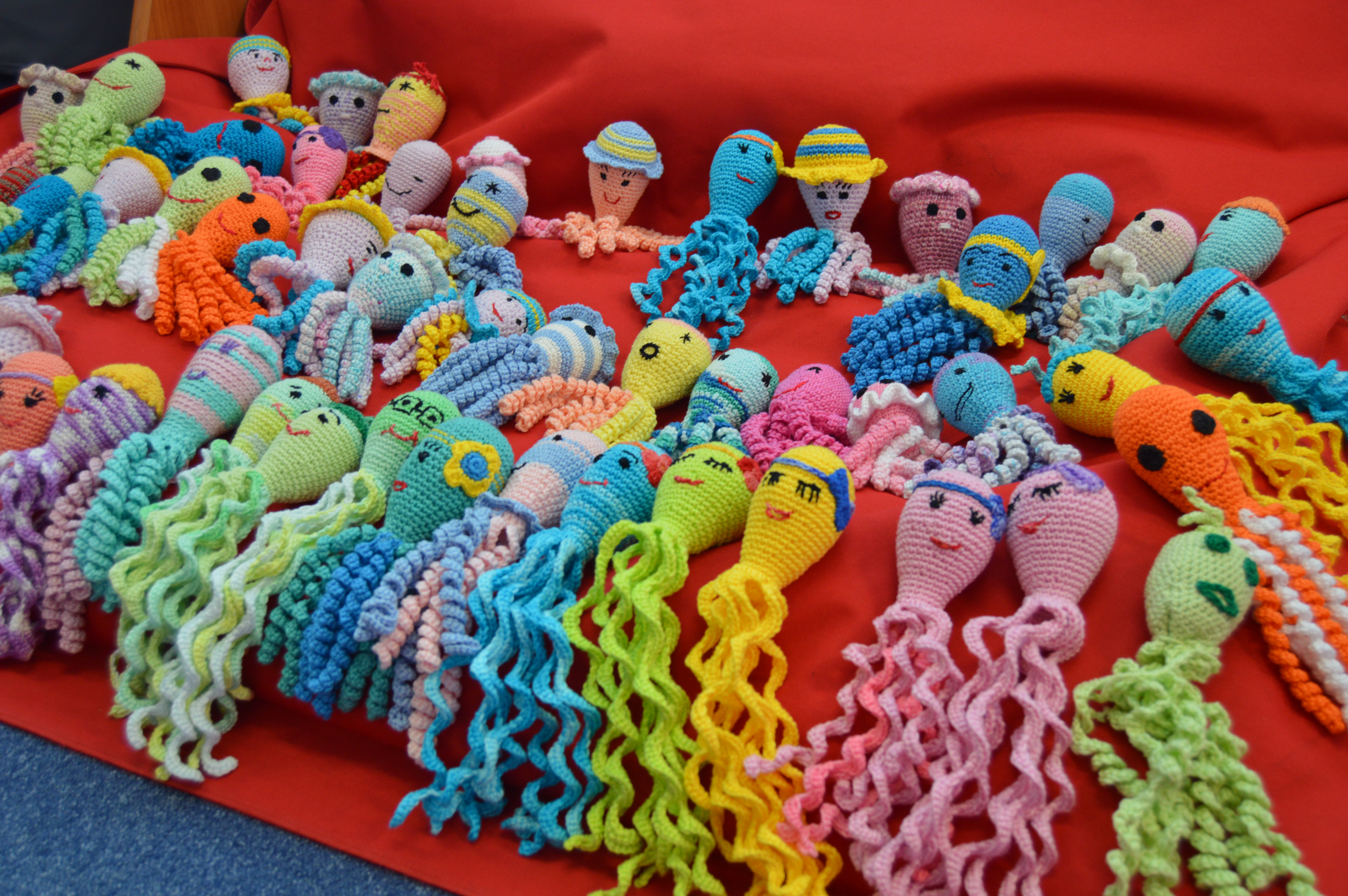
Chobotničky pro nedošené děti vyrobené dobrovolnicemi v rámci pravidelné akce Relaxujeme při pletení a háčkování pro dobrou věc.

| 2021 | Když se člověku nedaří, má se vrátit tam, odkud přišel. Kořeny máme jenom jedny. | Karin Lednická     |
| 2022 | Poté, co zemře naděje, zůstává v plné síle ještě černý humor. (z knihy Rudý vrabčák) | František Kotleta  |
| 2023 | Život je, jako když flusneš do ohně: chvilku to začadí a pak je konec. (z knihy Neděle odpoledne) | Viktorie Hanišová  |
| 2024 | Došlo jí to příliš pozdě. To auto přijelo se zhasnutými reflektory, i když už byla téměř úplná tma. Kdyby si svítilo, mezi stromy by ho zdálky viděli. A kdo se skrývá ve tmě? Ten, kdo nechce být viděn. (z knihy Drak spí) | Michaela Klevisová |

### Spolupráce s dobrovolníky[50]
Realizace dobrovolnictví v KKKV probíhá pod záštitou Dobrovolnického centra Vlaštovka Archivováno 24. 12. 2019 na Wayback Machine. od roku 2017. V knihovně, bez nároku na finanční odměnu, pomáhají především s údržbou knihovního fondu, péčí o rostliny, instalací výstav apod., ale také sami iniciují vznik různých společenských akcí a volnočasových aktivit. V rámci pravidelné akce Relaxujeme při pletení a háčkování pro dobrou věc, vyrábí pletené deky, ponožky pro seniory z domova důchodců nebo hračky pro nedonošené děti v nemocnici či děti z dětských ústavů. Dobrovolníci také, ve spolupráci s neziskovou organizací Instand z.ú., docházejí do Krajské nemocnice Karlovy Vary, kde dělají společnost dětským i dospělým pacientům. Svůj čas s nimi dobrovolníci tráví povídáním, čtením knih, kreativním tvořením či hraním her.
V roce 2018 vypomáhalo 18 dobrovolníků celkem 375 hodin.

## Publikační činnost
Monografie
- Hanyková, Eva. Básníci a spisovatelé u pramenů. 1. vyd. Karlovy Vary: Krajská knihovna Karlovy Vary ve spolupráci s Lázeňským edičním sdružením, 2004. 251 s.
- Knihovny bez hranic: Euroregion Egrensis. Karlovy Vary: Krajská knihovna Karlovy Vary, 2003. 127 s.

Periodika
- Almanach ... ročníku Literární soutěže Krajské knihovny Karlovy Vary. Karlovy Vary: Krajská knihovna Karlovy Vary, [2008]. Dostupné online.
- Krajská knihovna Karlovy Vary: výroční zpráva za rok ... . Karlovy Vary: Krajská knihovna Karlovy Vary, [2003]. Dostupné online.
- Mezi regály: občasník pro návštěvníky KK KV. Karlovy Vary: Krajská knihovna Karlovy Vary, 2008. Dostupné online.

Zvukové záznamy
- Burachovič, Stanislav. Kouzelná harfa: pověsti z Karlovarska [zvukový záznam]. Karlovy Vary: Krajská knihovna Karlovy Vary, 2005. 1 zvuková deska (67:17).
- Šmíd, Zdeněk. Strašidla a krásné panny [zvukový záznam]. [Karlovy Vary: Krajská knihovna Karlovy Vary], 2014. 1 zvuková deska (41:47).